# Konrad-Adenauer-Ufer (Köln)
Das Konrad-Adenauer-Ufer ist ein nördlicher Abschnitt der linksrheinischen Kölner Rheinuferstraße. Es ist eine mehrspurig ausgebaute Alleestraße, die mit einem Mittelstreifen, Bürgersteig und einer Uferpromenade mit Radweg ausgestattet wurde. Unter der heutigen Bezeichnung verläuft die Straße zwischen der innerstädtischen Hohenzollernbrücke in der Altstadt-Nord und dem weiter nordöstlich am Ende des Stadtbezirks Neustadt-Nord gelegenen westlichen Teil der Zoobrücke, an der sie in die Straße Niederländer Ufer übergeht. Der Straßenabschnitt ist zugleich Teil der Bundesstraße 51.

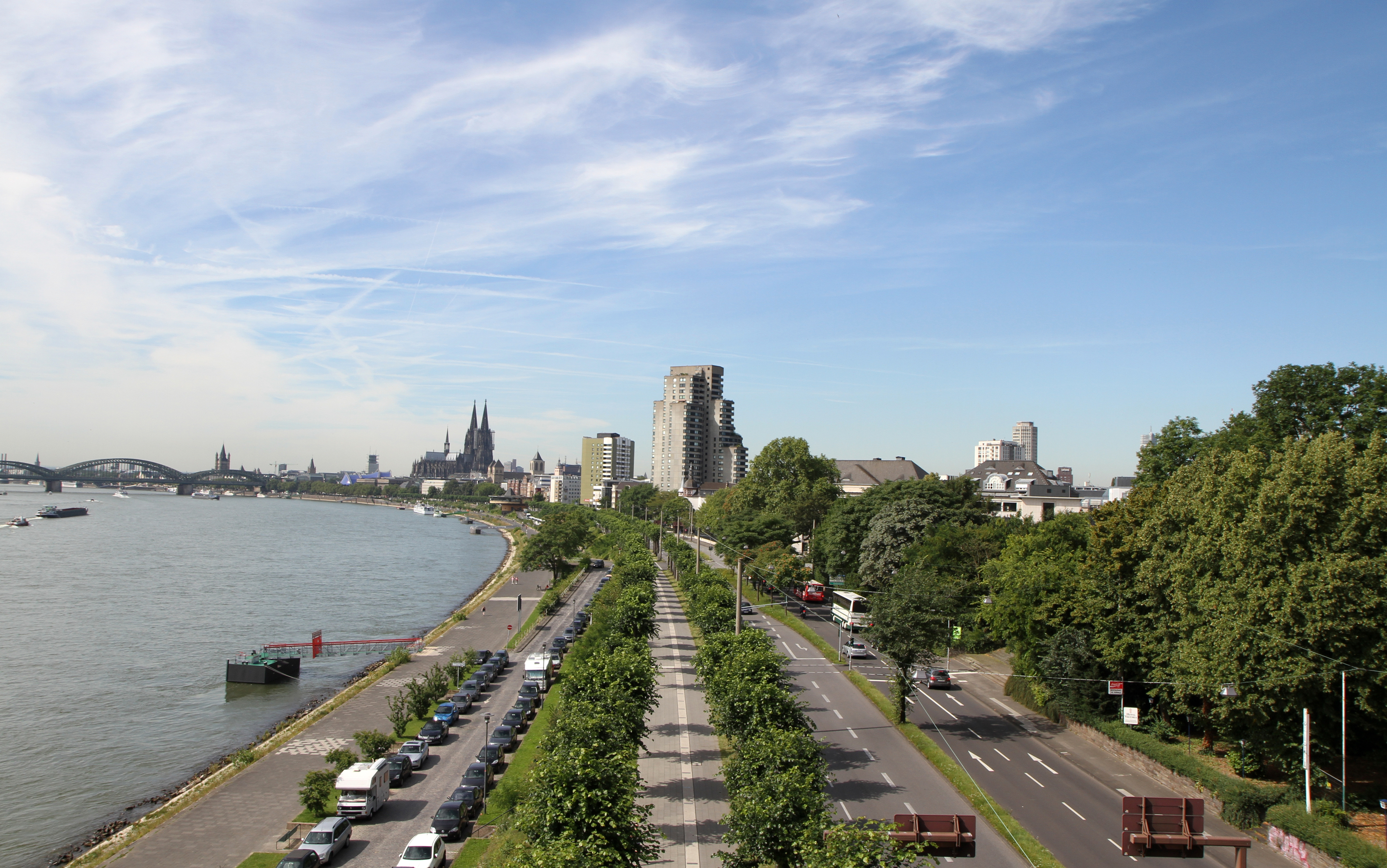
Konrad-Adenauer-Ufer der Alt- und Neustadt von Nordosten (Foto: 2012)

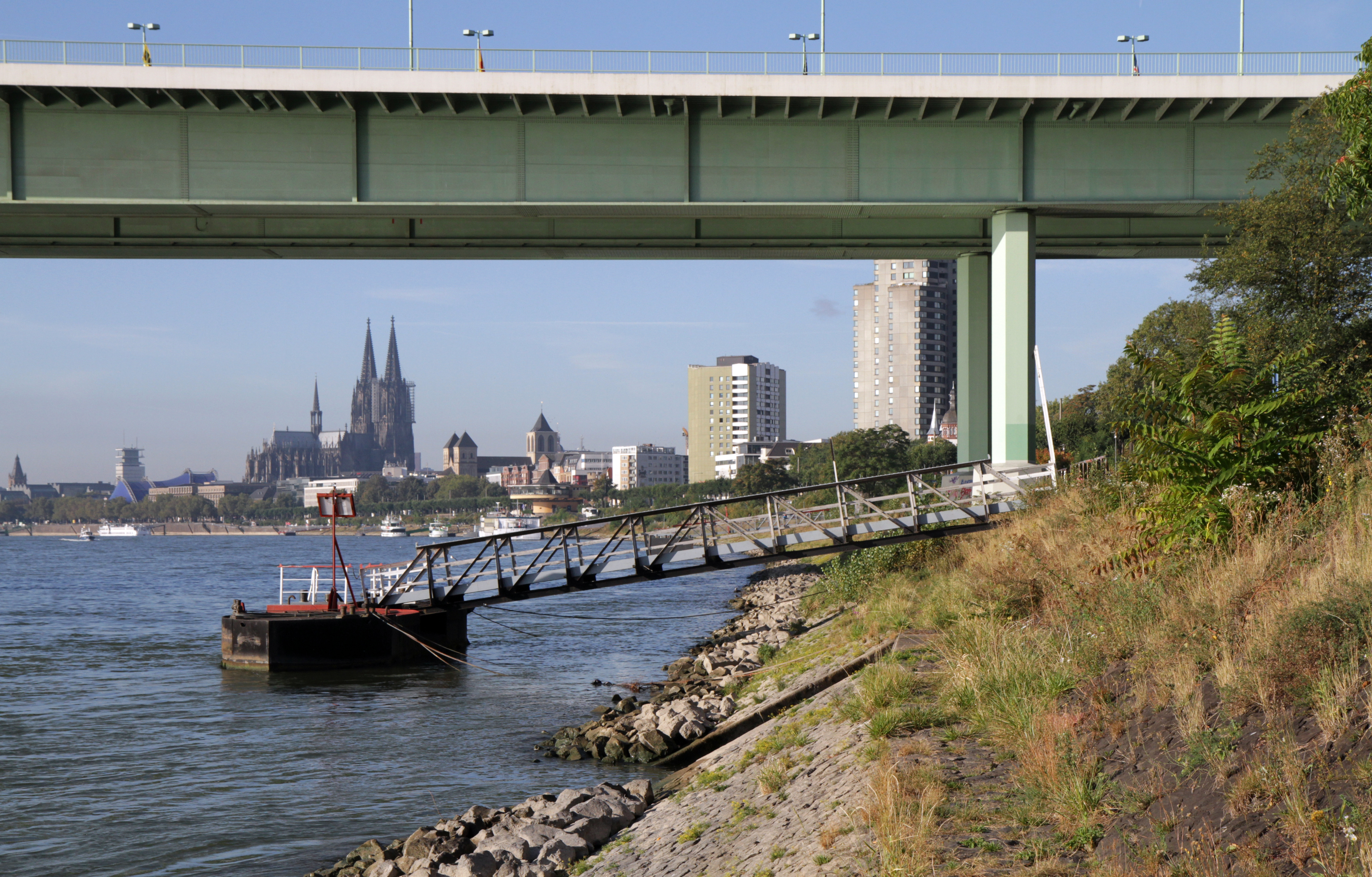
Schiffsanleger Frohngasse (Foto: 2012)

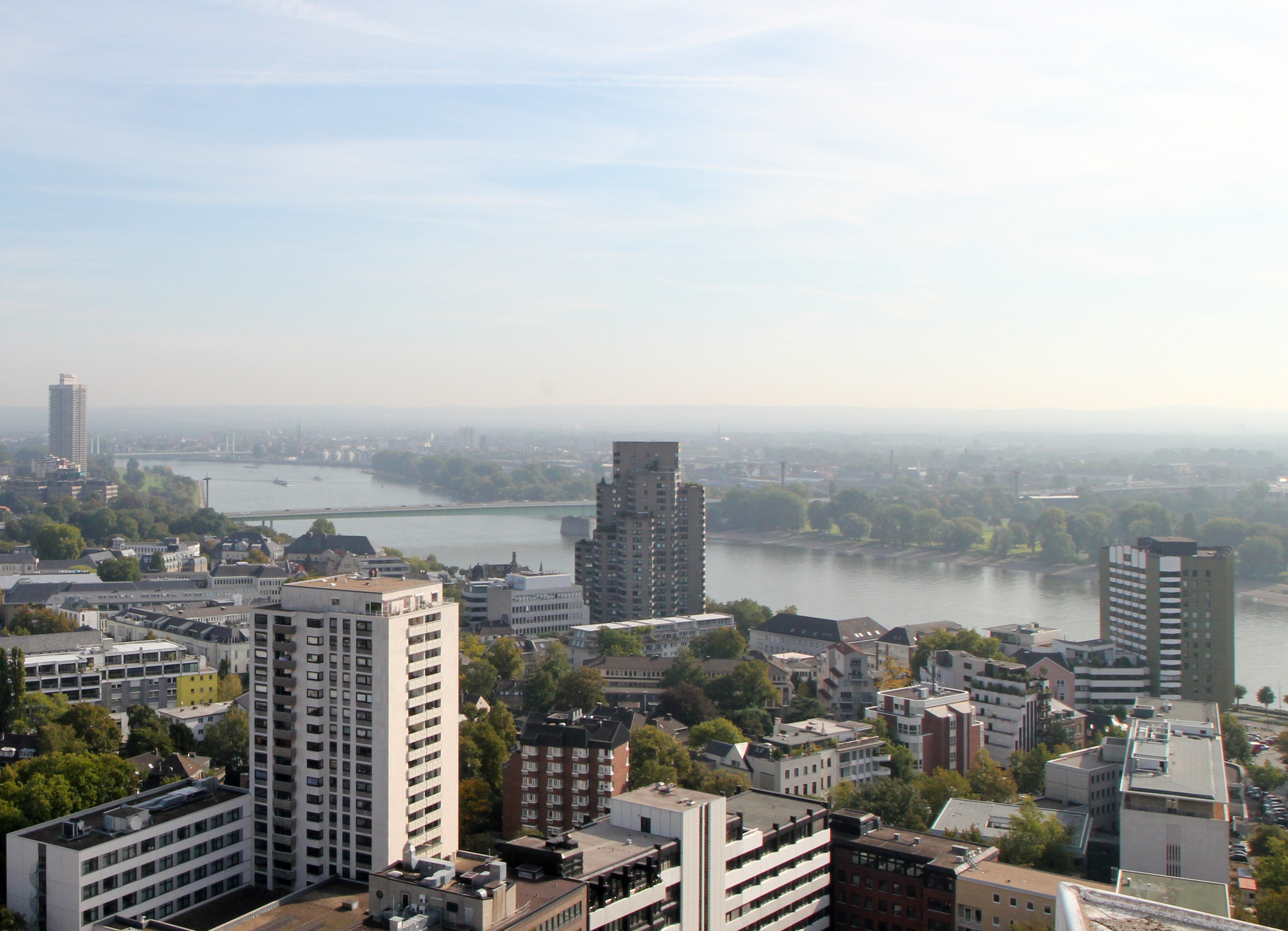
Bebauung von der Landseite (Foto: 2011)

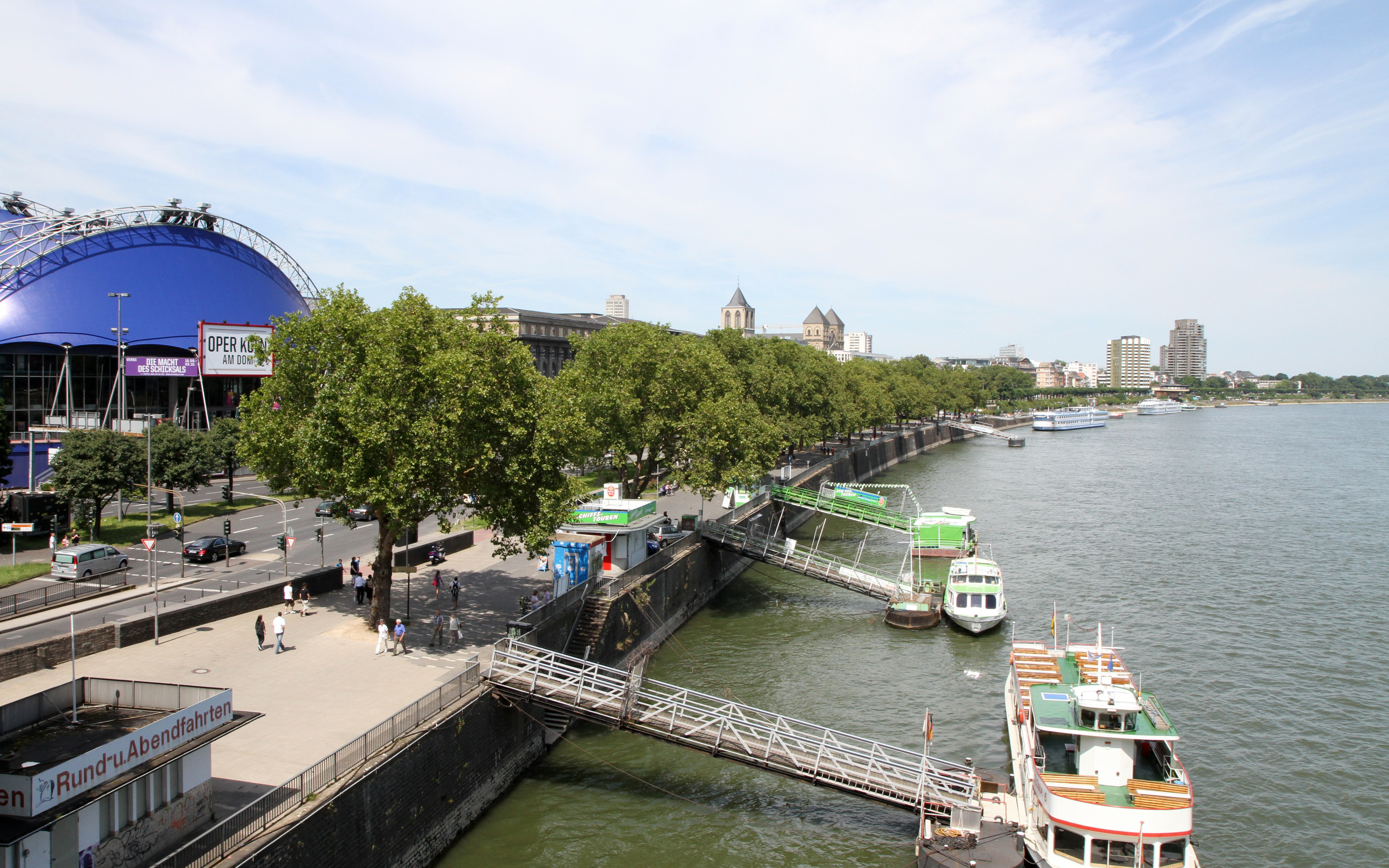
Konrad-Adenauer-Ufer nach Norden (Foto: 2012)

## Entstehungsgeschichte

### Römer- und Frankenzeit

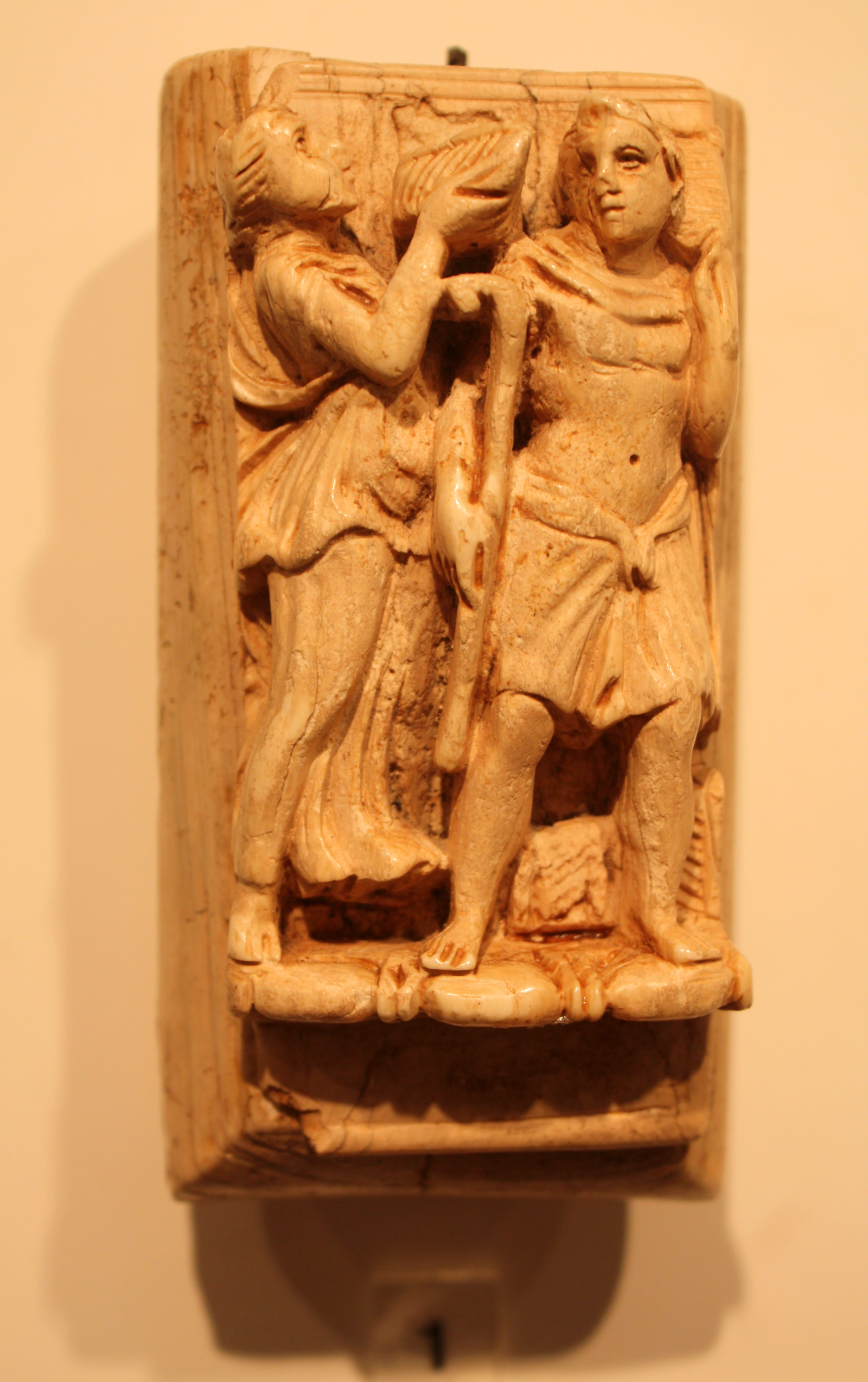
Bei St. Kunibert gefundener Römischer Elfenbeinschmuck (2./3. Jahrhundert) mit einem Motiv des Marsyas-Mythos

Nordöstlich einer später zur römischen Kolonie werdenden Siedlung hatte der Rheinverlauf eine Bucht entstehen lassen, deren langgestreckter Uferbereich von alters her von Schiffern und Fischern besiedelt war. Am nördlichen Bereich dieses Uferstreifens soll sich ein Dorf gebildet haben, welches nach einer Gottheit den Namen „vicus deae Lucretiae“ trug. Hierzu verwies der Althistoriker Hermann Schmitz ausdrücklich auf eine keltische Herkunft des Namens dieser Schutzgöttin und führte in diesem Zusammenhang zwei gefundene inschriftliche Belege an. Danach enthalten die Texte den Namen einer Muttergottheit (dea Lucretia) und verweisen damit auf lokale Zusammenhänge, da dieser Name im römischen Kult nicht vorkomme. Er erläuterte, dass seit vorchristlicher Zeit als Matronen verehrte Gottheiten zumeist auch den Ortsnamen prägten und in diesem Fall der Ursprung in ubischer Zeit liege. Eine der Inschriften fand sich nördlich der Römermauer, die andere im Winkel der Nord- und Ostmauer der antiken Stadt.

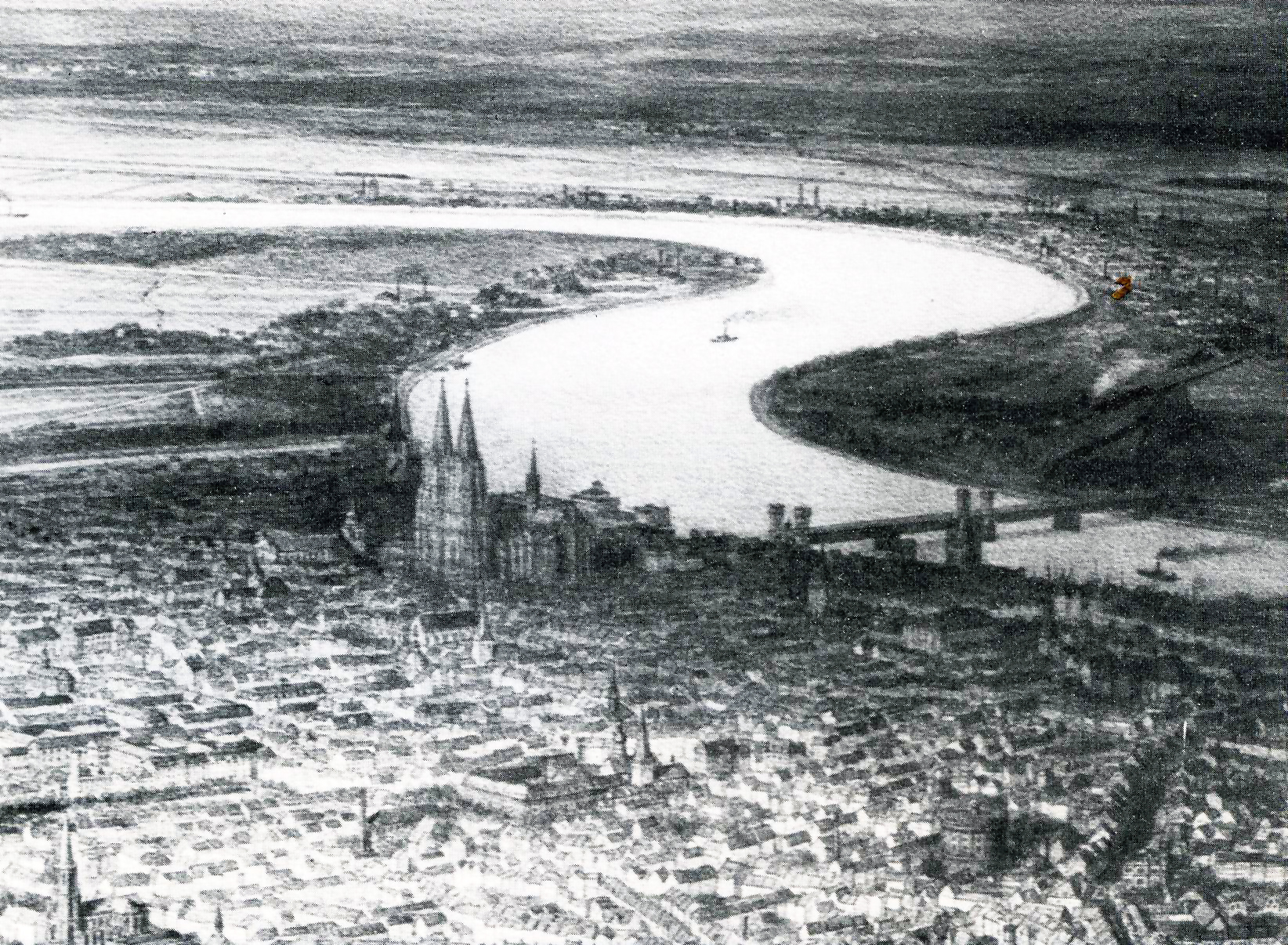
Köln aus der Vogelschau nach J. Scheiner 1886

Der sichelförmige Verlauf des Rheines gab auch in römischer Zeit keine Veranlassung, eine nördliche Uferstraße anzulegen, da man vom Kern der Römerstadt ausgehend – abgesehen von unbefestigten Wegen zu einzelnen Wohnstätten – als direkten Weg den Straßenzug „Eigelstein“ – „Neusser Straße“ – „Niehler Straße“ wählte und beibehielt.
In der nachrömischen Zeit soll im 7. Jahrhundert Erzbischof Kunibert von Köln vor der nördlichen Römermauer, möglicherweise auf dem Areal einer frühen fränkischen Kultstätte, ein am Rhein gelegenes kleines Gotteshaus errichtet haben. (Vergleichbares geschah um 803 in Minden). Spuren des möglichen heidnischen Heiligtums, der sogenannte „Kunibertspütz“, befinden sich noch heute unterhalb der Ostapsis in der Krypta der Kirche St. Kunibert. Somit sind geborgene archäologische Funde und Überreste eines möglichen Vorgängerbauwerks der Kunibertskirche die ältesten Spuren dieses Uferabschnittes.

### Lage und Ortsbezeichnungen der Schreinsbücher

Beispiel einer Schreinskarte
St. Laurenz, Köln, nach 1130

Es fanden sich keine mittelalterlichen Benennungen zur gesamten Uferstraße in den bereits ab dem 12. Jahrhundert einsetzenden Aufzeichnungen der Kölner Schreinsbücher. Die in diesen eingetragenen, am Ufer befindlichen Liegenschaften wurden zumeist nach ihrem Besitzer, einer Auffälligkeit der Natur benannt oder erhielten zusätzlich einen Hinweis zur Örtlichkeit. So finden sich zur Rheinuferstraße lediglich Bezeichnungen, wie um 1135 der Zusatz „in littore“, dann „Litus Reni“, gegenüber „der Reyn mueren“, „versus Renum“ und im Jahr 1596 „uff der stat mauren“ am Rhein. Die so verwendeten Adressformulierungen bei Einträgen in die Schreinsbücher mittelalterlicher Stadtbezirke wandelten sich auch nicht im Verlauf der folgenden Jahrhunderte. Dies findet Bestätigung in den Darstellungen des Kartographen Arnold Mercator, in dessen Kölner Stadtansicht von 1570 nur die zumeist vertikal in die Uferstraße einmündenden Gassen mit Namen versehen wurden, jedoch nicht die Uferstraße selbst.
Ebenfalls in der Zeit Mercators wurde der Ausbau der nördlichsten Stadtbefestigung durchgeführt. Es war „ein steinernes Gebäude“, welches vor dem äußeren Turm (Weckschnapp) der Stadtmauer „eine Spitze in den Rhein macht“. Die Karte veranschaulicht auch die nur spärliche Bebauung dieser Zeit und zeigt im äußersten Norden nur eine sich hinter der Befestigung anschließende Häuserzeile, der sich überwiegend Weingärten anschlossen. Erst ab der Kunibertskirche verdichtete sich die Bebauung zu mehreren Häuserzeilen.
Verblieben sind nach nahezu 2000 Jahren, in denen Verlaufsänderungen des Flussbettes und Korrekturen des Uferbereichs eintraten, archäologische Funde der Römerzeit und folgender Epochen sowie die überkommene Stiftskirche, Reste der frühen Stadtbefestigung und die noch heute, wenn auch nur rudimentär vorhandene Straße „Am Alten Ufer“.

### Mittelalterliches Rheinufer

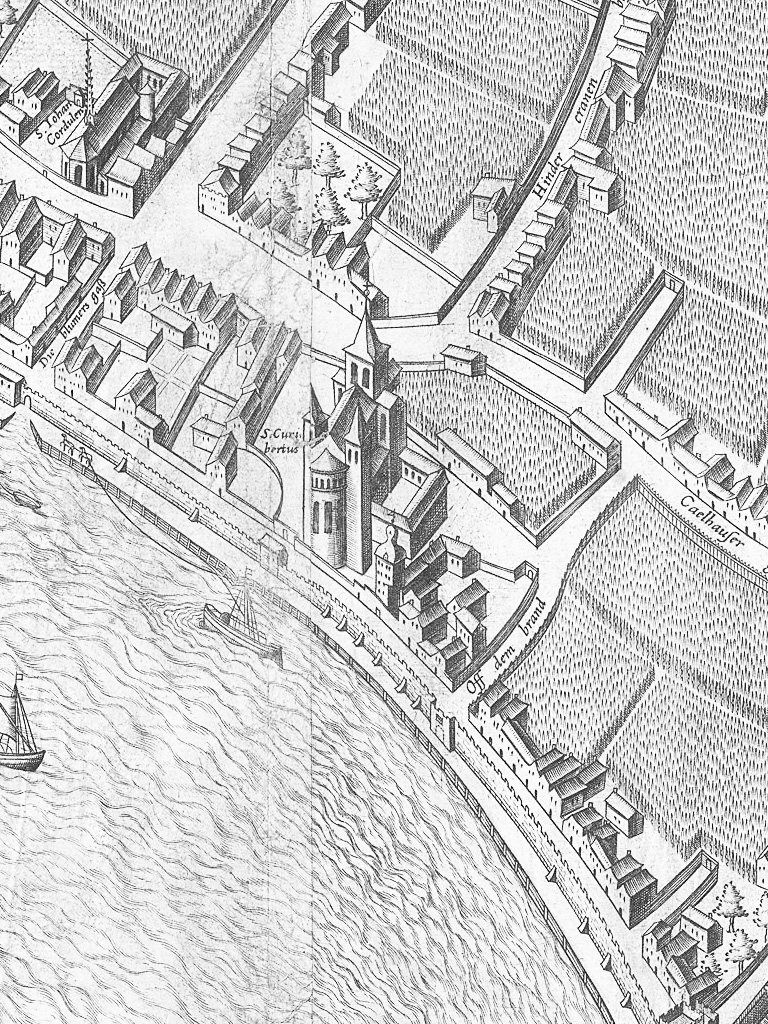
Rheinufer mit St. Kunibert und das anliegende Propsteianwesen um 1571

Der Hausbau des Mittelalters war einfach und schmucklos gestaltet. Die Gebäude errichtete man häufig auf einem durch Stein oder Kiesel verfestigten Sockel oder einem sonstigen massiven Unterbau. Die in Ufernähe errichteten Häuser nutzten zumeist in den Boden gerammte Pfähle als Fundament, um so einen sicheren Baugrund zu schaffen. Das Material der Aufbauten bestand aus grob behauenen Riegeln und Balken, deren Gefache eine Holzverschalung erhalten hatten oder mit Reisig und Lehm verfüllt wurden. Etwa ab dem 15. Jahrhundert verwendete man Ziegel, um damit die Brandgefährdung zu reduzieren. Für die hier in der damaligen Vorstadt Niederich besonders verheerend wütenden Brände werden die Jahre 1376, 1462 und 1502 angeführt.

#### Tore und Pforten am „Alten Ufer“
Mit der Fertigstellung der rheinseitigen Befestigungen, die im Vergleich zur großen Ringmauer in weniger aufwändigem Maß ebenfalls mit Türmen und Toren ausgestattet worden waren, führten nun eine Anzahl der kleinen Gassen nur noch durch Pforten oder Tore an das hier als Am Alten Ufer bezeichnete Rheinufer. Zu diesen Türmen und Durchlässen gehörte unter anderem das Trankgassentor (1293), die Waldemanns- oder Kostgassenpforte und der Servatiusturm; dieser war vom Ufer über einen Brückengang mit dem gegenüberliegenden Stadthof des Klosters Eberbach (1214) an der Servasgasse verbunden. Der Rat verlangte 1525 den Abriss des Turms; man einigte sich jedoch auf einen Kompromiss, in dem der Stadt das Zugeständnis eingeräumt wurde, den Turm bei Bedarf mit einem Wächter zu besetzen. Nördlich der Kostgassenpforte und des Servatiusturms lag die um 1292 als „s. Cervaysporte“ genannte (1600 bereits vermauerte) spätere Servas- oder Mü(ö)nchspforte. Ihr folgte im Mauerverlauf ein sogenanntes Wichhaus mit der Bezeichnung „Everstein“, welches 1595 auch durch Hermann von Weinsberg erwähnt wurde und sich als rechteckiger Mauervorsprung der Befestigung darstellte. Die letzte Pforte vor dem Kunibertsturm war die vor dem Ende der Machabäerstraße gelegene Blomengassenpforte (1373 porta Blomingasse), die im 19. Jahrhundert wegen des an dieser Straße errichteten Schlachthofes auch Schlachthauspforte genannt wurde.

#### Stiftskirche St. Kunibert
Die Stiftskirche ist seit alters her ein Teil des nördlichen Kölner Uferpanoramas und erfuhr seit ihrer Einweihung im Jahr 1247, abgesehen vom Brandschaden des Westturmes 1376, bis zum Beginn der Neuzeit nur wenige äußerliche Veränderungen. Bereits 1388 hatte Bischof „Wicbold von Kuhn“ ([sic]) den südlichen der beiden Chortürme aus eigenen Mitteln mit einem neuen hohen Helm versehen lassen, und 1400 war der westliche Glockenturm auf Kosten des Kapitels wieder aufgebaut worden. Schon 1403 galt der hohe Helm des Südturmes wieder als baufällig und wurde dem niedrigeren Nordturm angeglichen. Damit erhielt das Bauwerk ein Aussehen, wie es noch 1531 durch den Holzschnitt Woensams dargestellt wurde. Blitzschlag im Jahr 1666 verursachte einen erneuten Brand, dem die Osttürme und das Dach der Sakristei zum Opfer fielen. Der Wiederaufbau dauerte nur zwei Jahre, allerdings erhielten die Türme aus Geldmangel vorerst keine Helme. Eine Wiederherstellung der Chortürme in der alten Form wurde 1683 beschlossen und durch den damit beauftragten Zimmerermeister Albert Burscheidt ausgeführt. Mangelnde Wartung im 18. Jahrhundert hatten einen schlechten Bauzustand herbeigeführt, der sich im Zusammenspiel mit den Überschwemmungen und Ausspülungen der Fundamente durch die Flut von 1784 weiter verschlechterte.
Mit der Aufhebung des Stiftes im Jahr 1802 und der Einziehung des kirchlichen Baufonds war dem Kirchenvorstand die Möglichkeit genommen worden, eine geplante Sanierung der Kirche durchzuführen. Man behalf sich mit Provisorien, wie der Errichtung von stützenden Strebepfeilern, der Reduzierung der Helmhöhen (1817) und weiteren Maßnahmen. Nachdem schließlich 1829 eine Besserung der Finanzlage erreicht war und eine umfassende Sanierung beschlossen werden konnte, stürzte im Frühjahr 1830 der Hauptturm ein. Der Einsturz zertrümmerte das westliche Querschiff, ein Joch des Langhauses und die dem Turm vorgelagerte Vorhalle.
Der Wiederaufbau kam nun nur sehr schleppend voran, sodass die Stadt 1835 beschloss, die Kirchengemeinde finanziell zu unterstützen, um damit den Aufbau zu forcieren. In einer Konferenz unter Stadtsekretär Fuchs wurde im Jahr 1843 der Aufbau des Hauptturmes beschlossen, dessen Kosten mit 13.917 Talern veranschlagt wurden und die der Stadtrat im Dezember 1843 billigte. Mit der Leitung des Bauvorhabens wurde vorerst der Stadtbaumeister Johann Peter Weyer betraut. Nach langwierigen technischen Voruntersuchungen wurde schließlich nach Plänen Heinrich Nagelschmidts der Turm 1860 fertiggestellt. Nagelschmidt führte in der Folge bis 1901 Restaurierungen an der Kirche durch und wurde durch den Baumeister Eduard Endler abgelöst.

#### Wehranlage Kunibert

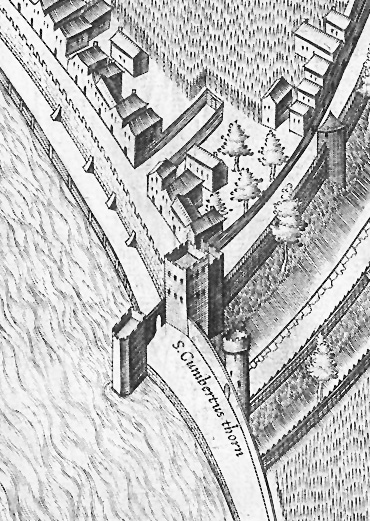
Kunibertstorburg und Stromkopf (Ark)

Neben der alten Stiftskirche St. Kunibert sowie ihrer Propstei gehörte die Stadtmauer mit ihren Halbtürmen und der Kunibertstorburg zu den markantesten Bauwerken des nördlichen Rheinufers.
Die Rheinmauer verband sich an der Südostecke mit dem zinnengekrönten Hauptturm der nördlichsten Stadtbefestigung. Der ursprünglich viergeschossige Turm wurde im Jahr 1633 durch den Stadtsteinmetz Peter Schäffer umgebaut. Dieser hatte den Auftrag erhalten, den Turm um ein Geschoss zu kürzen und auf diesem Stumpf eine stabile Plattform herzurichten, die der Aufstellung schwerer Geschütze dienen sollte. Dazu wurden die Mauern des Unterbaues auf eine Stärke von sechs Fuß optimiert und die Mittelkammer erhielt eine Deckenwölbung, die nun in der Lage war, der Belastung des schweren Geräts standzuhalten. Ein Wehrgang verband rheinwärts den Turm über einen den Treidelweg überspannenden Torbogen und weitere, auf Pfeilern ruhende Mauerbogen mit einem massiven, etwa 40 Fuß weit im Flussbett errichteten Rechteckturm (Ark). Ark und Teile der Gesamtanlage wurden durch den Eisgang von 1784 zerstört.
Im weiteren Verlauf des 17. Jahrhunderts wurde dem Hauptturm ein zweigeschossiges, mit einem Staffelgiebel geziertes Ziegelsteingebäude angefügt, welches noch zur preußischen Zeit erhalten war und in dieser Zeit als Morgue Verwendung fand. Westlich der Stadtmauer befand sich bereits seit 1632 eine Bastion, wie man sie ähnlich auch feldwärts vor dem Bayenturm erbaut hatte. Hier im Norden wurde das Bollwerk um 1670 durch eine vorgelagert angelegte Lünette verstärkt, sodass mit diesen Anlagen am Ende des 17. Jahrhunderts eine der damals fünfeckigen Erdbastionen entstand, deren Bauform für die späteren Befestigungswerke Kölns typisch werden sollte. Über die für diese Zwecke eingezogenen Grundstücke fanden sich Dokumente der Kölner Rentkammern aus den Jahren 1682 und 1689, wobei für 1682 Kosten von 18.062 fl. verzeichnet wurden.
Über diese Veränderungen hinaus zeigten sich von Mercators zu Hollars Zeichnung kaum Unterschiede in der Ufergestaltung. Erst 220 Jahre später wird auf dem Gemälde Manskirschs in der südlicheren Bebauung des Ufers eine deutliche Veränderung sichtbar. Der Vorläufer der Uferstraße, der Treidelweg, blieb in diesem Zeitraum unverändert und wurde wohl erst mit dem Aufkommen der Dampfschifffahrt entbehrlich.

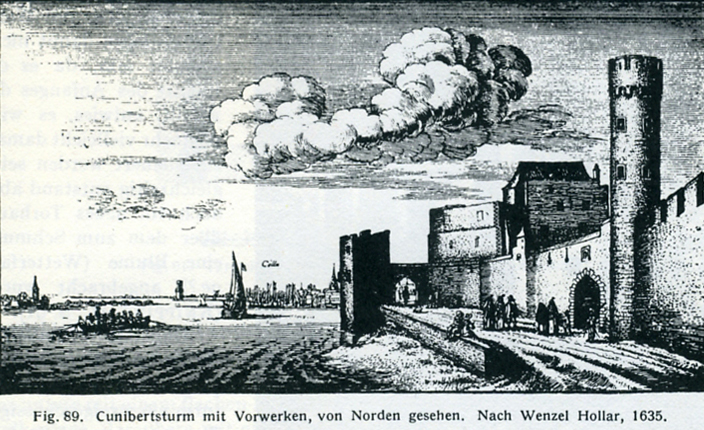
Kunibertsturm und Vorwerk von Norden (1635)
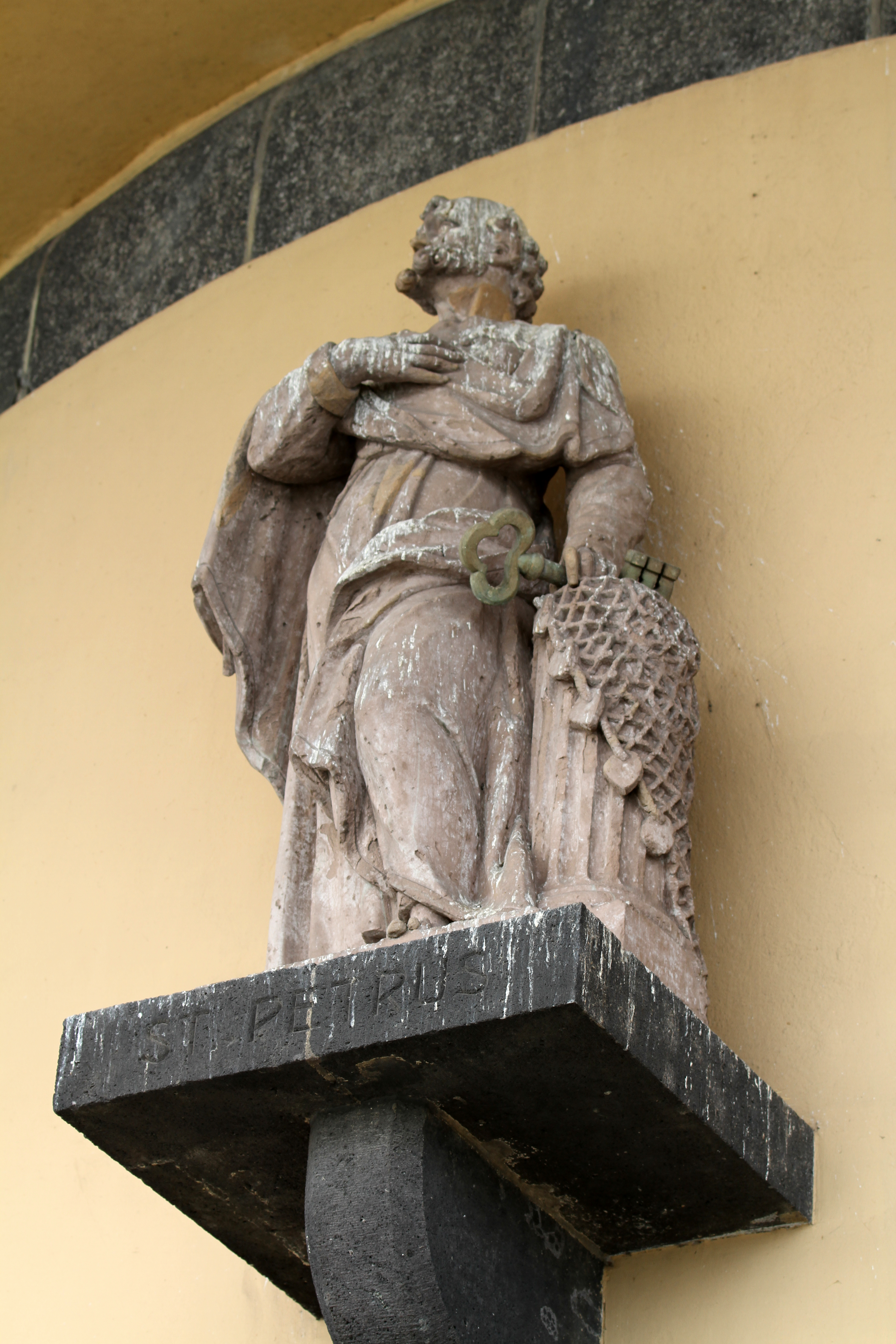
St. Petrus, ehemals vor dem Kunibertstor stehende, 1835 restaurierte Skulptur. Heute an der Bastei
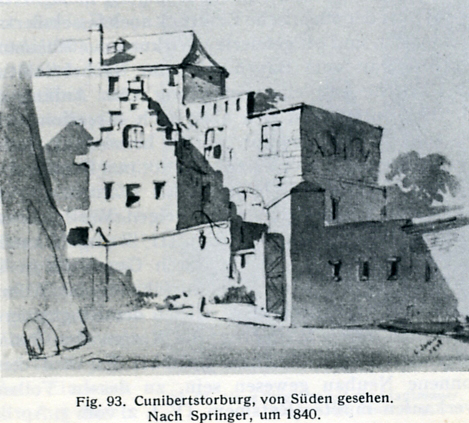
Kunibertstorburg um 1840
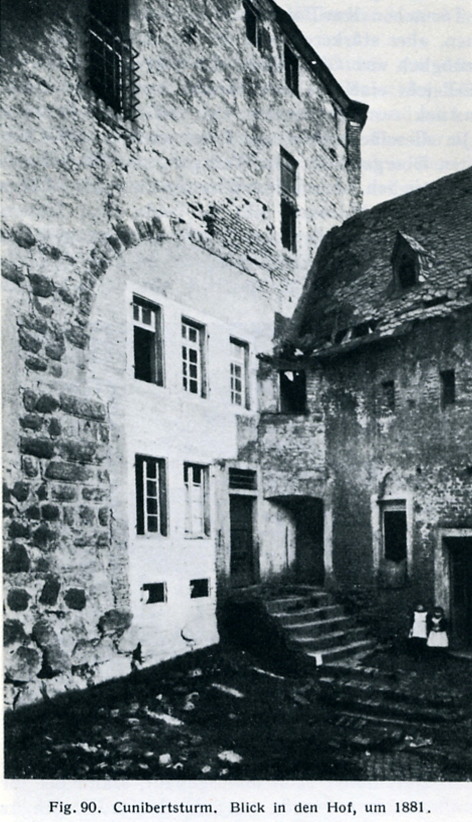
Reste der Kunibertstorburg um 1881

Vor dem Kunibertstor befand sich zur Werftseite (wie am Bayenturm eine Statue des St. Nikolaus) eine Heiligenfigur. Sie stellt den heiligen Petrus dar und wurde 1838 durch einen Restaurator „Stephan“ überarbeitet. Sie ist heute am Sockel der Bastei zur Rheinseite hin angebracht.

#### Hochwasserzone Rheinufer

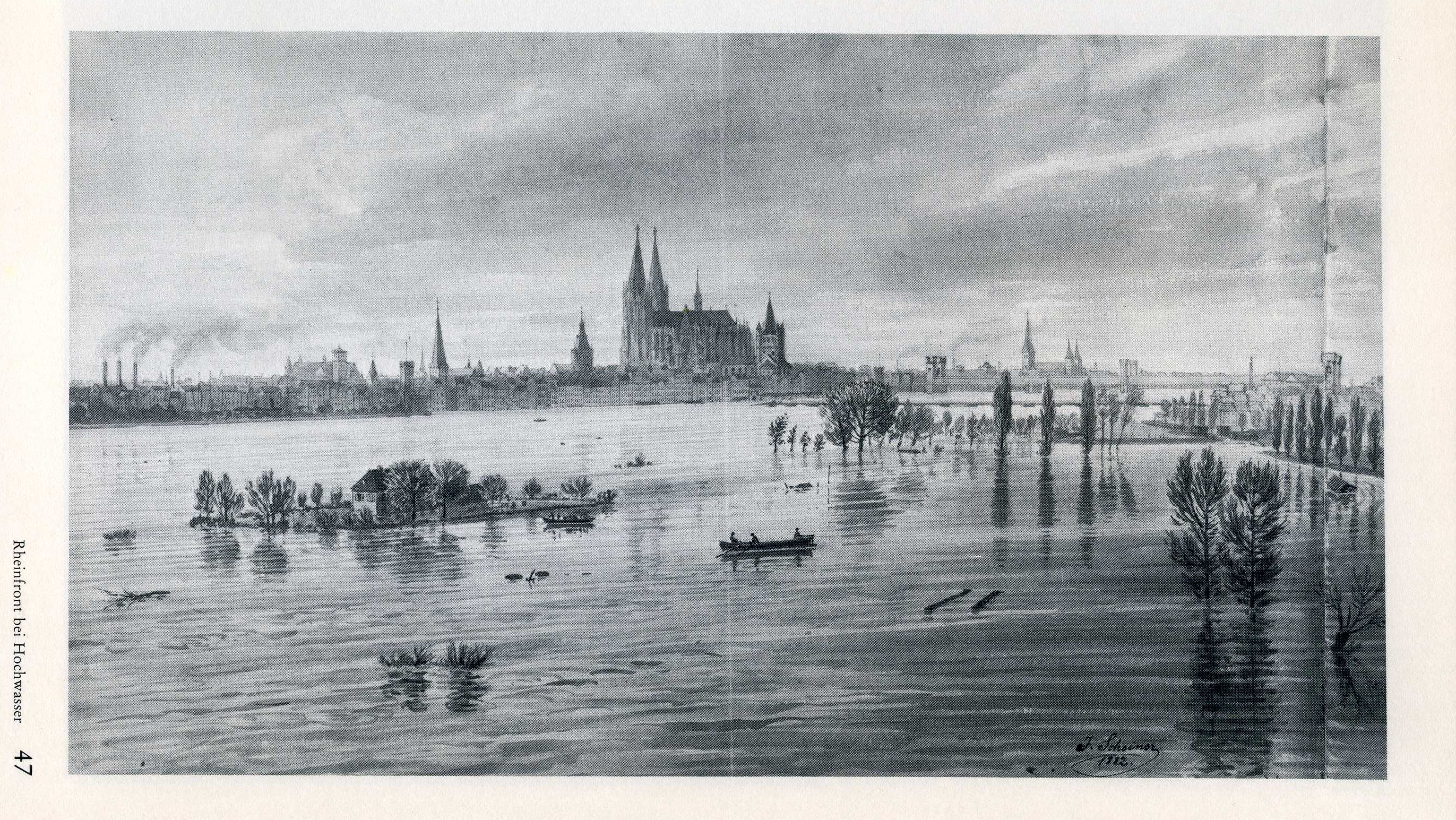
Hochwasser im Jahr 1882 nach Jakob Scheiner

Die schwersten Hochwasserschäden erlitten die Stadt und damit im Besonderen Maße die Bereiche des Rheinufers im Jahr 1784. Damals wurde mit 13,55 m Pegelhöhe der höchste jemals registrierte Wasserstand des Rheins in Köln erreicht. Bei dieser auch als Jahrhunderthochwasser bezeichneten Katastrophe wurde unter anderem auch die „Ark“, der in den Rhein ragende Wartturm an der Nordecke der Stadtmauer zerstört. Diese Katastrophen wiederholten sich häufig, so auch in den Jahren 1926, 1930 und 1948. Erst danach wurden im Rahmen einer umfassenden Neugestaltung der Rheinuferstraße auch relativ wirksame Wasserschutzmaßnahmen durchgeführt.

### Rheinufer und Franzosenzeit

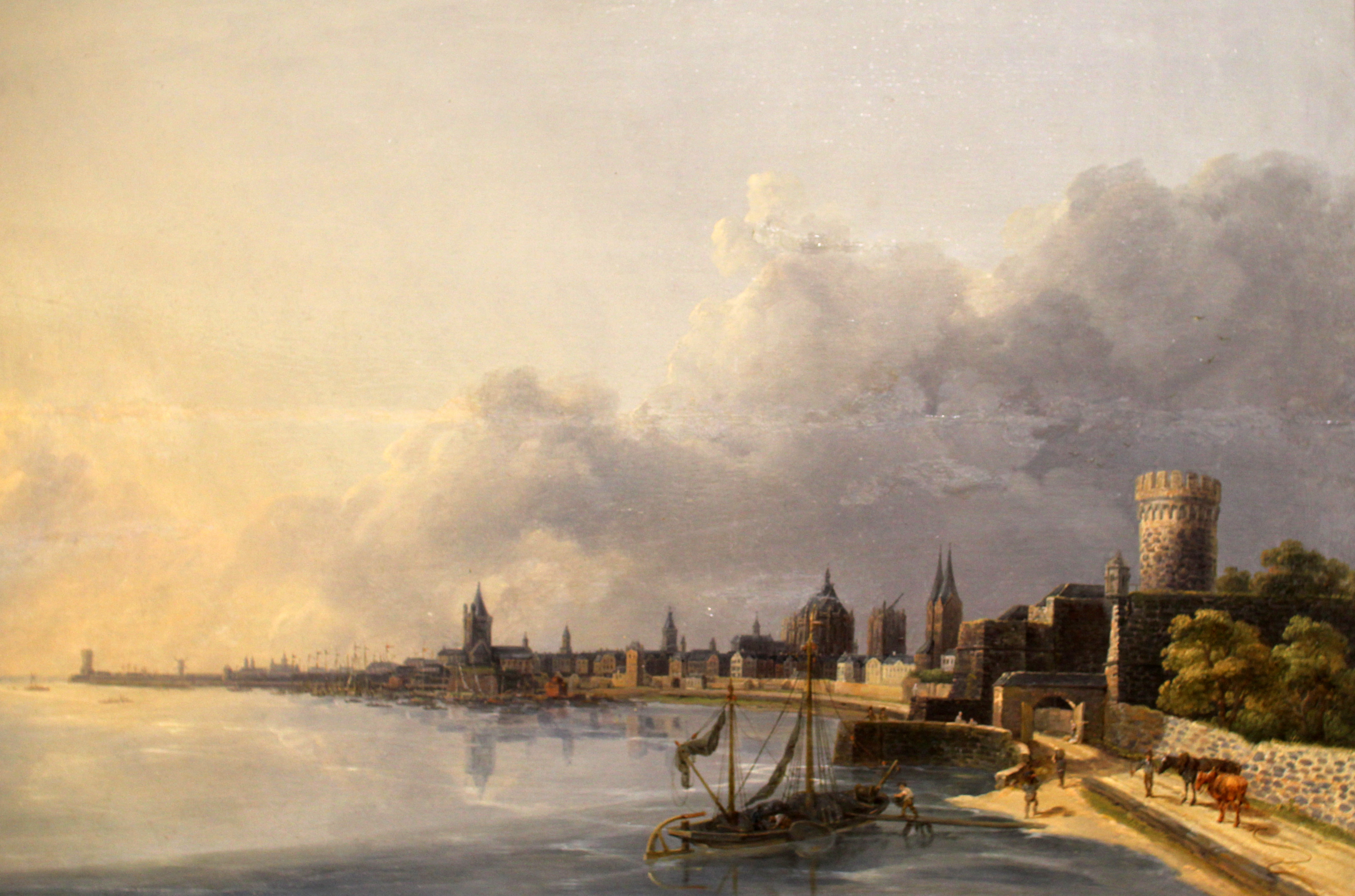
Rheinpanorama um 1795, Ansicht Köln und Deutz von Nordosten (Ausschnitt)

Über einen frühen Ausbau der Uferstraße jenseits der nördlichen Kölner Rheinbefestigung, ist nichts bekannt. Auch der Plan Mercators aus der frühen Neuzeit zeigt nur einen vor der Befestigung verlaufenden Treidelweg, wie er auch später von Wenzel Hollar und dann zur Wende in das 19. Jahrhundert von dem Maler Franz Joseph Manskirsch (1770–1827) mit seinem Rheinpanorama im Jahr 1795 dargestellt wurde. Das Bild zeigt jedoch auch die Überreste der 11 Jahre zuvor zerstörten Ark.
Die aus dem Bergischen Land kommende Straße zwischen Lennep und Köln wurde als Wermelskirchener Chaussee bereits 1775 fertiggestellt und 1865 als Cöln-Berliner Staatsstraße bezeichnet. Ihr Verkehrsaufkommen hatte zwangsläufig bei Mülheim am Rhein bis 1872 durch Fährboote überzusetzen, deren Betrieb im Jahr 1885 durch eine Schiffbrücke ersetzt wurde. Vorläufige Verbindung zu einer nordöstlichen Rheinüberquerung war die überkommene Straßenbezeichnung Mülheimer Weg oder auch Mülheimer Chaussee, die heutige Riehler Straße.

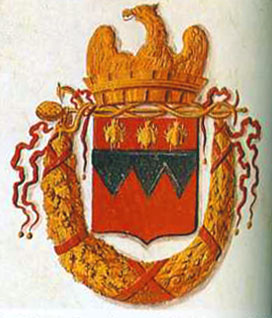
Wappen der „Bonne ville Cologne“ um 1811

Welcher Art Verbesserung in der städtischen Infrastruktur durch die französische Verwaltung geplant, begonnen oder durchgeführt wurde, ist teilweise dokumentiert. Eines der größeren Bauvorhaben war beispielsweise die im Frühjahr 1811 begonnene Anlage eines städtischen Sicherheitshafens auf dem Gelände des heutigen Theodor-Heuss-Ringes. Akten aus den Jahren 1806–1813 sind erhalten und unter der Bestandsnummer 2979 im Kölner Archiv einzusehen. Online angeführt werden die Stichworte zu „Finanzierung, Größe, Ausschreibung der Arbeiten und Entschädigungen für Enteignungen“. Zudem sind auch Maßnahmen zur Verbesserung diverser Straßen der damaligen Munizipalität dokumentiert, darunter befindet sich jedoch kein Hinweis auf eventuelle Ausbauarbeiten der Rheinuferstraße. Bereits 1813 hatte Graf Dejan, Generalinspektor des kaiserlichen Pionierkorps Napoleons, Pläne für die Anlage zweier Zitadellen erarbeitet, die im Süden und Norden der Stadt erbaut werden sollten, jedoch nicht mehr zur Ausführung kamen.
Die hauptsächlich der französischen und frühen preußischen Zeit entstammenden Arbeiten des Kartographen Tranchot zeigen auf einer Kölner Karte einen nicht näher bezeichneten Weg, der von der Nordecke der Stadtbefestigung zu einer dem heutigen Stadtteil Riehl vorgelagerten Schanze führte und dort endete. Erwähnung finden Ortslage und Schanze anlässlich einer Erstürmung derselben durch Bergische Dragoner unter Major von Boltenstern im Jahr 1814. Dieser drang nach Einnahme der Schanze (an sie erinnert heute wohl der dortige Straßenname An der Schanz) weiter bis an die Eigelsteintorburg vor, wurde dort aber zurückgeschlagen und versuchte, mit seinen Kähnen über den Rhein zu fliehen. Während des Übersetzens geriet er unter Beschuss und fand den Tod.

### Übergang in die Preußenzeit

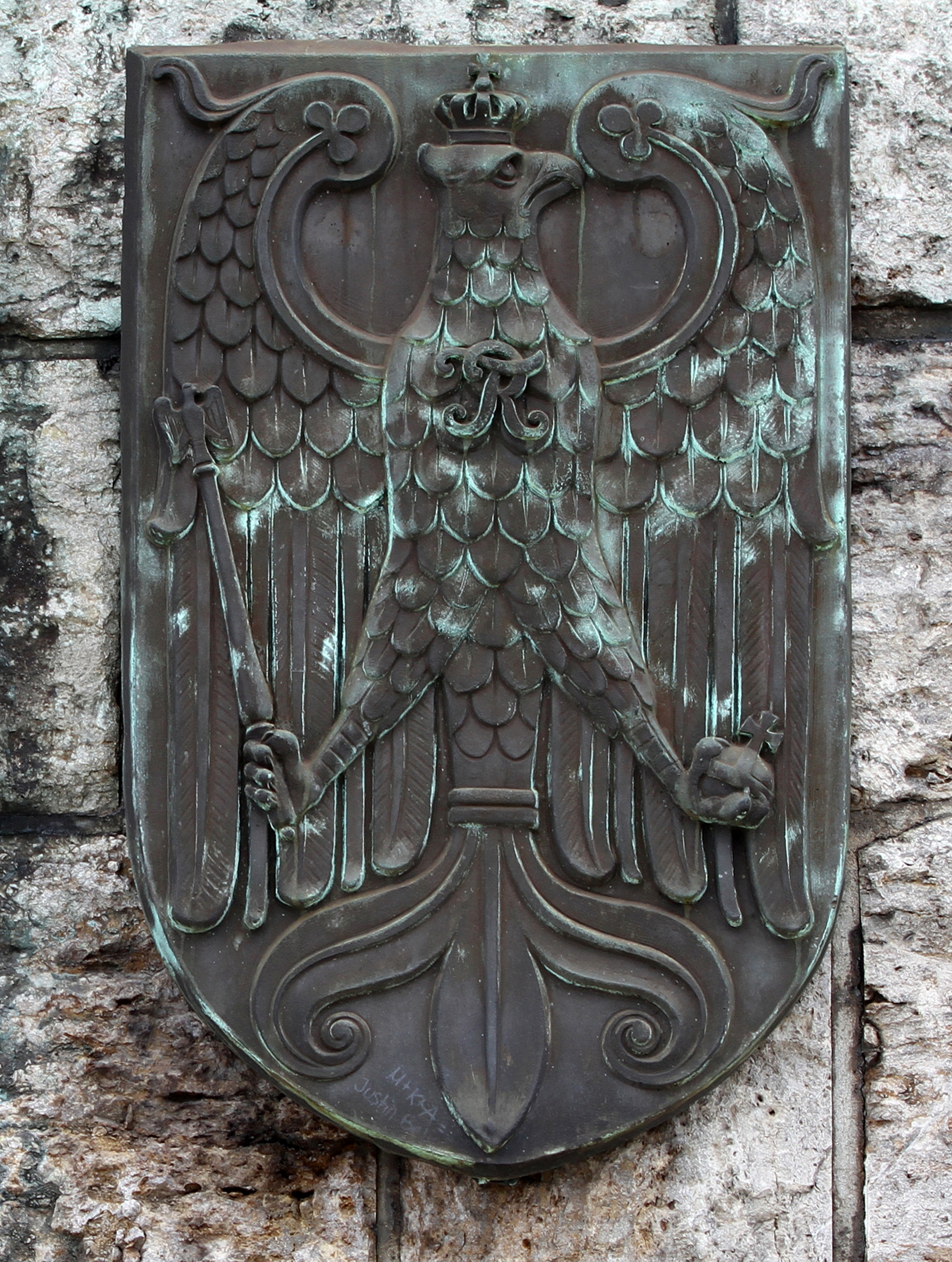
Reichsadler am Denkmal Friedrich III.

Die im März des Jahres 1815 erlassene Kabinettsorder des Königs bestimmte, Köln zur Festung auszubauen. Dieser Order folgte im April des gleichen Jahres das preußische Besitzergreifungspatent und schuf die Basis einer einheitlich organisierten Verwaltung in der Rheinprovinz. Verbunden mit diesen Veränderungen übernahm der preußische Fiskus als Rechtsnachfolger auch die zuvor in staatlichen Besitz gegangenen militärisch genutzten Bauobjekte sowie die weitläufigen Ländereien vor den Mauern der Stadtbefestigung.

#### Preußische Rayonbestimmungen
Die ersten Rayonbestimmungen des preußischen Staates aus dem Jahr 1790 hatten sich vorerst auf ein Bauverbot von Häusern, Wegen und Gräben in einem Rayon beschränkt. In diesem waren ausgehend von der äußeren Stadtbefestigung, in einer Tiefe von 1.200 bis 1.300 Schritt (zwischen 900 und 974 m), die Vorschriften einzuhalten. Diese Auflagen erfuhren im Laufe der Zeit mehrfache Novellierungen, denen stetig neue Verfügungen in immer differenzierterer Form folgten. Diese wurden schließlich im September 1828 in einem regulativen Akt zusammengefasst. Nach dieser neuen Gesetzeslage gab es dann drei Rayonzonen, in denen nach den rigorosen Vorschriften von 1815 von der inneren Zone bis zum Außenrayon, abschnittweise Lockerungen der Regulierungen vorgesehen waren.
Der neupreußischen Stadtbefestigung waren drei Rayons vorgelagert. Sie umzogen die überarbeitete mittelalterliche Befestigung ebenfalls in einem Halbkreis, dessen Tiefe hier im Norden, von der Kunibertbastion ausgehend, entlang des Rheins und über die Frohngasse hinaus bis zur „Mülheimer Heide“ reichte.
Im ersten Rayon, der eine Tiefe von 160 Ruten (600 m) erreichte, durften weder neue massive Gebäude errichtet werden, noch war es erlaubt Fundamente anzulegen oder Mauern aus Stein zu errichten. Lediglich das Aufstellen hölzerner Schuppen oder Gartenlauben war statthaft. Auch wurde eine Anhäufung von Materialien oder das Anpflanzen von Hecken untersagt.
Der zweite schmalere Rayon hatte eine Breite von 100 Ruten (376 m). In ihm war es zulässig, leichte Wohn- und Wirtschaftsgebäude aufzustellen, deren Bauweise jedoch wieder einschränkenden Vorschriften unterlag. Gestattet war Fachwerk, wobei die Gefache nicht mit Mauerwerk, sondern mit Lehm auszufüllen waren. Die Höhe dieser Gebäude durfte bis zu dem mit Ziegeln gedeckten Dächern zwei Geschosse nicht überschreiten. Selbst die Art der Fundamente der Bauwerke unterlag Vorschriften, sie hatten maximal eine Tiefe von 12 Zoll (0,38 m) zu erreichen, und die Anlage von Gewölben war untersagt. Die Ausrichtung der Bauachse in Richtung der Festungsanlagen wurde durch die Militärbehörde festgelegt.
Der dritte Rayonbezirk erreichte eine Breite von 360 Ruten (1.360 m). In ihm durfte auf Antrag und nach Genehmigung der Festungsbehörde gebaut werden. Lediglich etwaige Straßenbauvorhaben unterlagen Vorschriften der Militärbehörde, sie waren nach Schusslinien ausgerichtet anzulegen.
Die in allen Festungsstädten geltenden Vorschriften konnten im einzelnen Fall jedoch variieren, indem sie aufgrund unterschiedlicher Fortifikationsanlagen in der jeweiligen Stadt, deren spezieller Lage, der Ausrüstung und Stärke angepasst wurden und so in einigen Bereichen von einer gleichförmigen Linie oder Form eines Festungsringes abwichen. Die Rayonbestimmungen wurden nach dem Ende des Ersten Weltkriegs aufgehoben.

#### Baumeister der Festungsstadt
Den mit der französischen Herrschaft eingebüßten Status einer Freien Reichsstadt erhielt Köln auch unter Preußen nicht zurück, und man hatte sich nun in vielen Belangen nach den Regierungsvorgaben aus Berlin zu richten. Dies traf im Speziellen für die in Festungsstädten geltenden Sonderregelungen zu, die eine Fülle unterschiedlicher Zuständigkeiten schufen, sodass beispielsweise kommunale Bauvorhaben (Straßen, Häfen, Bahntrassen) von der zivilen Behörde gebilligt wurden, aber am Veto der Militärbehörde scheiterten. Militär- und Zivilbehörde beschäftigten dementsprechend ihre eigenen Fachkräfte, sodass es durchaus den städtischen Regierungsbaumeister, aber auch den „Offizier vom Platz“ gab, der als verantwortlicher Ingenieur oder Architekt Bauprojekte leitete.
Dem bereits unter französischer Herrschaft als Baumeister der Stadt wirkenden Peter Schmitz (1760–1822) war in neupreußischer Zeit Johann Peter Weyer gefolgt, der ab 1822 mit Billigung der Königlichen Regierung als Kölner Stadtbaumeister antrat. Durch ihn wurde auch die Entwicklung des städtischen Verkehrsnetzes beeinflusst und vorangetrieben. Ihm unterstanden neben allen öffentlichen Hoch- und Tiefbauarbeiten speziell auch die Arbeiten an den im Rayon gelegenen Abschnitten des Kölner Rheinufers; bereits 1815 war ein Vorläufer des 1828 erlassenen Rayongesetzes in Kraft getreten.
Weyer ließ auch den von der vormaligen Kantonsregierung begonnenen Sicherheitshafen vertiefen, dessen Uferbefestigung verstärken und für die Zufahrt eine Schubbrücke bauen. Der Hafen und sein begrüntes Umfeld wurde zu einem in einem Reiseführer hervorgehobenen Ausflugsziel und war ein beliebter Freizeittreff der Kölner. Die derart gestaltete Landschaft veränderte in nicht geringem Maße auch die Ansicht des Rheinufers in der Höhe der heutigen Bastei. Da die anfallenden Erdmassen des Aushubs enorm waren – sie waren der Aushub eines Geländestreifens von 130 m Breite und 900 m Länge – nutzte man ihn teilweise auch zur Anlage einer Böschung, deren Höhe einen Blick bis in das Bergische Land ermöglichte. Eine weitere Folge dieser Aufschüttungen war, dass die bisherige feldseitige Kunibertspforte obsolet wurde und Ende der 1840er Jahre abgebrochen wurde.

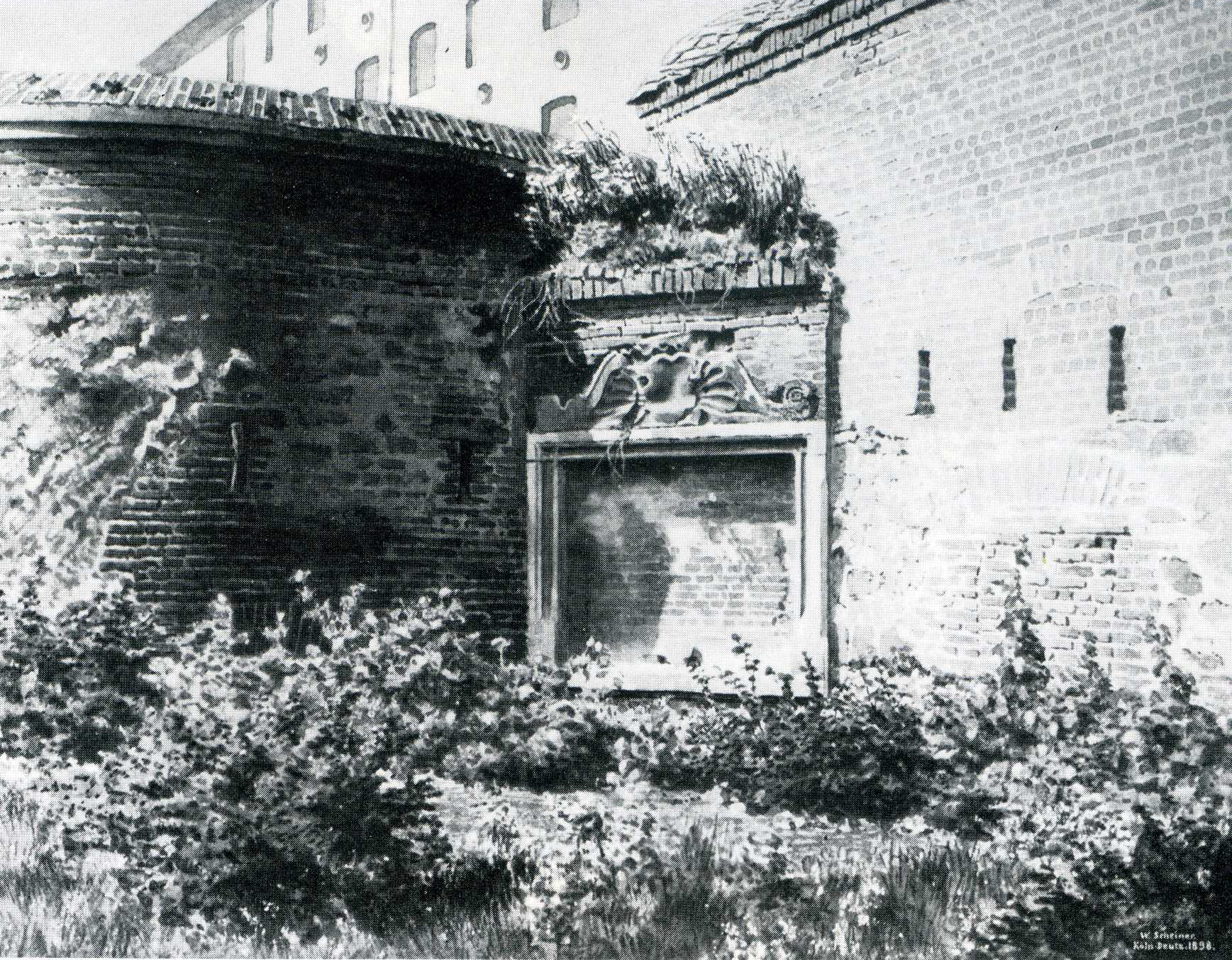
Stadtmauerrest an St. Kunibert mit vermauerten Spoliem (Teilstücken einer Renaissancerahmung).

Dem Stadtbaumeister Weyer, der 1844 zurücktrat, um sich ins Privatleben zurückzuziehen, folgte im Amt Bernhard Wilhelm Harperath. Von ihm wurden drei neue Tore am Rheinufer entworfen, deren Bau er zwischen 1851 und 1853 zusammen mit dem städtischen Hafenbaumeister Brunner ausführte. Eines davon war das seit 1293 bezeugte, bereits 1583 als baufällig geltende, aber erst 1825 niedergelegte Trankgassentor am Anfang der nördlichen Rheinuferstraße. Das neue Tor war nun zweibogig und wurde mit zwei Pfeilern dekoriert, denen Bronzeadler aufgesetzt worden waren. Pfeiler und Adler entstammten einem zu dieser Zeit abgebrochenen Tor an der Friedrich-Wilhelm-Straße (1172 platea marcmani, 1571 markmans gaß). Wenige Jahrzehnte später wurde das neue Tor, wohl im Zusammenhang mit dem Bau einer durchgehenden Rheinuferstraße, im Jahr 1898 abgebrochen.
Zuvor waren bereits zwischen 1850 und 1860 große Strecken der alten Rheinufermauer abgebrochen worden, die über Jahrhunderte von existenzieller Bedeutung für die Sicherheit der Stadt gewesen war.

#### Erste Bahnanlagen am nördlichen Rheinufer

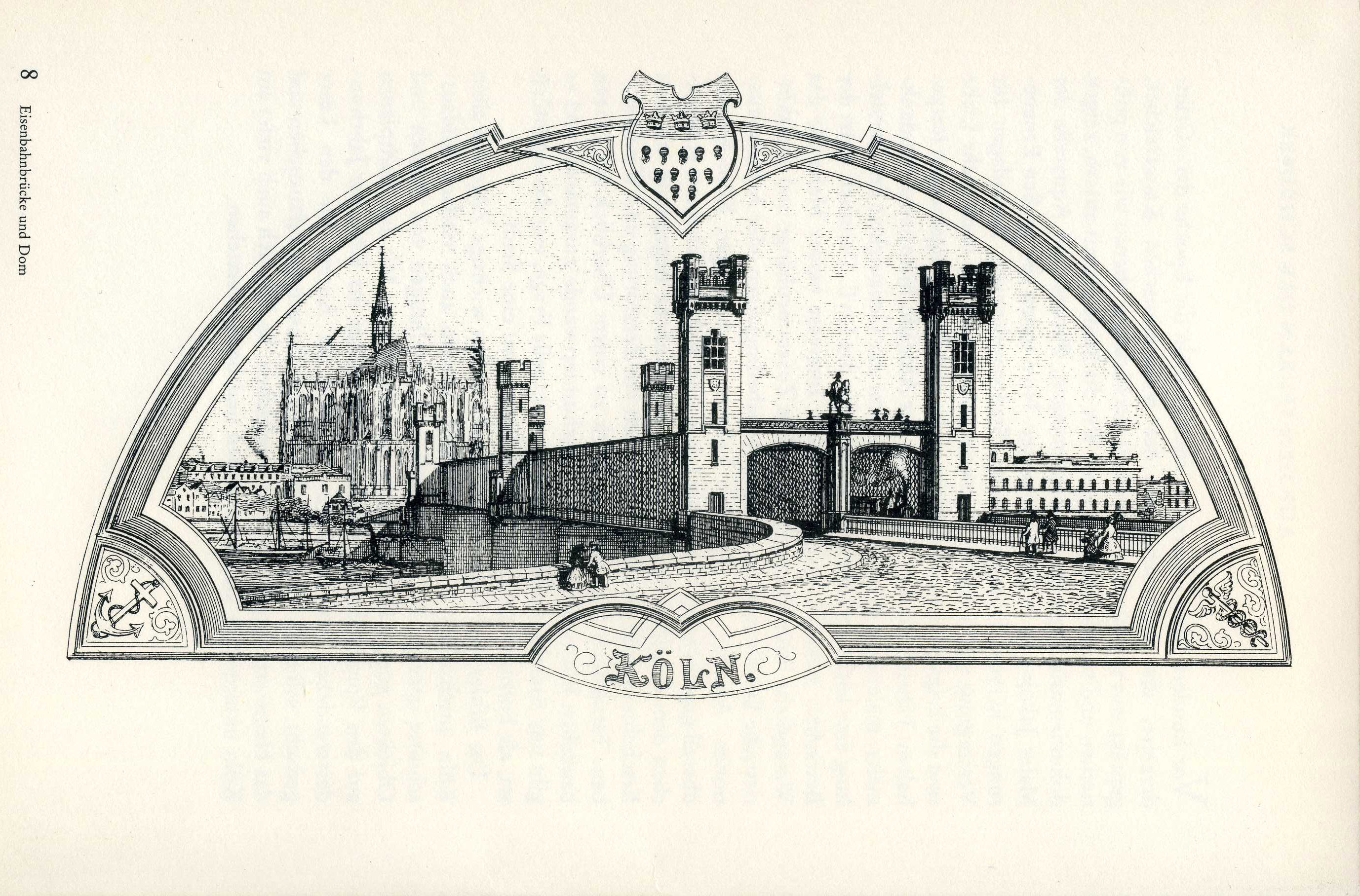
Erste Kölner Eisenbahnbrücke (Dombrücke), Stich von Jakob Scheiner 1865.

Die preußischen Militärs, in Köln unter dem Generalinspektor der Festungen Ernst Ludwig von Aster, sträubten sich anfänglich vehement gegen Vorhaben der Wirtschaft, geplante Durchlässe der Bahnstrecken in den Festungsring der Stadt zu genehmigen. Nach einem im März 1837 erlassenen Gesetz hatte jeder Genehmigung für eine zu bauende Bahnstrecke eine militärische Prüfung vorauszugehen. Noch im Jahr 1841 wurde der Rheinischen Eisenbahn-Gesellschaft die Durchführung der Endstrecke Köln-Aachen in das Stadtinnere nicht gestattet. Die Endstation der Linie, von der die Strecke bis Müngersdorf 1839 in Betrieb gegangen war, verblieb vorerst außerhalb der Stadtbefestigung und wurde „Am Thürmchen“ in Höhe des Sicherheitshafen angelegt. Wohl aus gleichem Grund entstand an dieser Stelle auch der Endbahnhof der Köln-Krefelder Eisenbahn-Gesellschaft, der im Januar 1856 eröffnet wurde. Letztendlich wurde nach mehreren dringenden Eingaben durch Stadt und Eisenbahn an die preußische Regierung eine Bewilligung zur Weiterführung der Strecke erteilt, wobei durch das Kriegsministerium eine militärische Absicherung der Anlagen zur Bedingung gemacht wurde.
Die Arbeiten an der Rheinuferstrecke, die einer Anbindung des neuen Bahnhofs Rheinstation an der Trankgasse dienen sollten, hatten Ende Mai 1845 mit der Schienenverlegung begonnen, die in der Nähe des Sicherheitshafens durch das Kunibertstor geführt wurden. Wegen des Eisenbahnbaus war ein neues Kuniberts- (auch Türmchens Tor) 1848 abgebrochen worden und wurde durch einen militärisch-wirtschaftlichen Zweckbau ersetzt, der eine Kombination aus Torbogen, Eisenbahnunterführung und Bastion wurde.
Die Befestigungen dieses Bereiches (zwischen Türmchenstor und Frankenturm) verstärkte man durch einen der Eisenbahndurchfahrt aufgesetzten Kavalier, der mit seinem Unterbau durch eine mit Schießscharten versehene Mauer (krenelierte oder Carnot-Mauer) mit der Ringmauer verbunden war.

#### Veränderungen im nördlichen Rayon
Der hier behandelte nördliche Rayonabschnitt begann etwa am Bollwerk des Kunibertsturmes, an dem das Kriegsministerium, wie am Hahnen- und Severinstor Umbauten zur Installation moderner Geschütze vornehmen ließ. Des Weiteren wurde die Kappung der Mauerhalbtürme auf das Niveau der Stadtmauer angeordnet, im Mauerwerk wurden Schießscharten für die Infanterie geschaffen, und die Brustwehren sollten entfernt werden. Wenige Meter nördlich wurde 1824 in Höhe des späteren Deutschen Ringes der Sicherheitshafen weiter ausgebaut, der durch einen schmalen Kanal mit dem Rhein verbunden war. Bis zur Höhe dieses Hafeneinganges dürfte eine schmale Straße existiert haben, ein weiter nördlich führender Weg war wohl noch unbefestigt, sodass eine Versorgung einiger dort am Ufer schon früh entstandener Privatbauten nach wie vor über die noch Mülheimer Chaussee genannte Straße stattfand.

#### Grenzbereich Riehl

Wattler‘s Fischerhaus um 1896

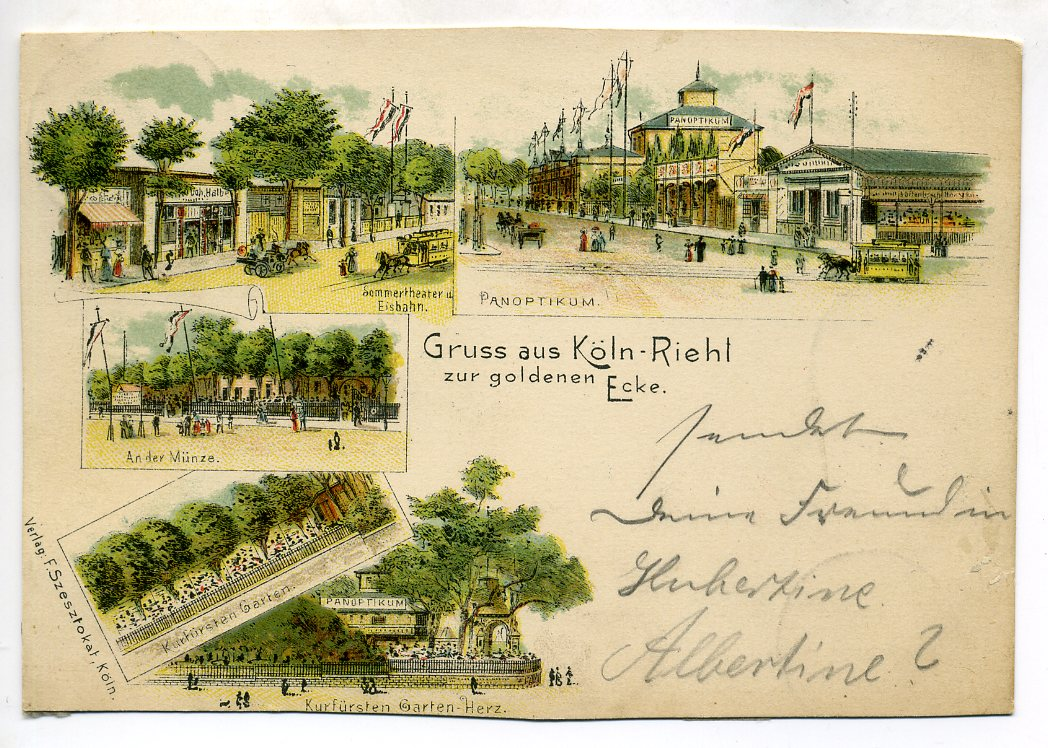
Goldene Ecke Riehl 1899

Der Kurfürstengarten hatte 1895 die Adresse Kaiser-Friedrich-Ufer 35

Am nördlichen Ende des Uferweges, an der Grenze des zur preußischen Bürgermeisterei Longerich gehörenden Dorfes Riehl, stand bereits der dort 1830 gegründete Gasthof „Wattler‘s Fischerhaus“.
Unterhalb von diesem, auf einem Gelände zwischen der heutigen Elsa-Brändström-Straße, der Riehler Straße, der Frohngasse und der Uferstraße, erbaute 1834/35 der preußische Staat ein sogenanntes detachiertes Festungswerk, die Riehler Schanze. Diese war der Rheinschanze im Süden der Stadt vergleichbar und war ein reines Erdwerk. Zur Errichtung der Anlage wurden Militärsträflinge sowie Zivilgefangene eingesetzt, die zur Festungshaft verurteilt worden waren. Zwischen den Jahren 1841 und 1847 wurde die Riehler Schanze zu einem Fort aus- und umgebaut, welches in der Folge die römische Zahl XI und den Namen Prinz Heinrich von Preußen erhielt.
Die Um- und Neubauten basierten auf einem Entwurf von Heinrich Ferdinand Schuberth und erfuhren in der Folge Änderungen durch Ernst Ludwig von Aster und Carl Ferdinand Busse und stellten den Abschluss der ersten linksrheinischen Umwallung des preußischen Militärs dar.
Erschließung und Bau der zu den Festungsanlagen führenden Verkehrswege fielen in die Amtszeit des Regierungsbaumeisters Weyer, der 1844 durch Bernhard Wilhelm Harperath abgelöst wurde. In einer Bewertung zur Verkehrsanbindung des Festungsrings hieß es: „Zwischen den Stadttoren und den einzelnen Forts lagen sehr gute Verbindungsstraßen. Untereinander waren die Forts mit dem alten Bischofsweg verbunden.“ Demnach dürfte in der Mitte des 19. Jahrhunderts, in der eine Motorisierung des Verkehrs noch nicht stattgefunden hatte, ein zumindest für die Hauptstraßen der Stadt brauchbarer Straßenzustand erreicht worden sein. Die Rheinuferstraße in ihrer Gänze wurde jedoch erst zwischen 1892 und 1898 angelegt.

#### Entstehung der Goldenen Ecke
Hinter der Festungsanlage des Fort XI etablierten sich nach „Wattler‘s Fischerhaus“ weitere Lokale. So der Kurfürstengarten, der auch einen Ballsaal eröffnete. Beide Lokale lagen kurz vor der Frohngasse am Rand des sich später in Riehl bildenden Amüsierviertels, der in einem Stadtführer 1887 erstmals erwähnten „Goldenen Ecke“ Kölns. Die Goldene Ecke bestand zu ihrer besten Zeit aus einer Ansammlung von rund 30 Lokalitäten. Hierzu gehörten Gasthöfe, Gartenrestaurants und Cafés, die für das leibliche Wohl sorgten und überdies in vielen Fällen ihren Gästen Musik und Tanzmöglichkeiten boten.
Die ersten Lokale waren jedoch vom Rheinufer selbst nur zu Fuß erreichbar, konnten aber auch ab 1860 per Dampfschifffahrt mit den „Mülheimer Böötchen“ erreicht werden, die zu einem Fahrpreis von 10 Pfennigen je Person zwischen der vormaligen Stadt Mülheim am Rhein, der Anlegerstelle Frohngasse und der Altstadt pendelten. 1862 eröffnete sich den Besuchern die Möglichkeit, die Goldene Ecke mit der Pferdebahn zu erreichen.
Alle diese Einrichtungen durften wegen der später erlassenen Rayonvorschriften nicht aus festem Mauerwerk, sondern nur in Holzbauweise errichtet werden, sodass sie im Armierungsfall schnell abgebrochen werden konnten.

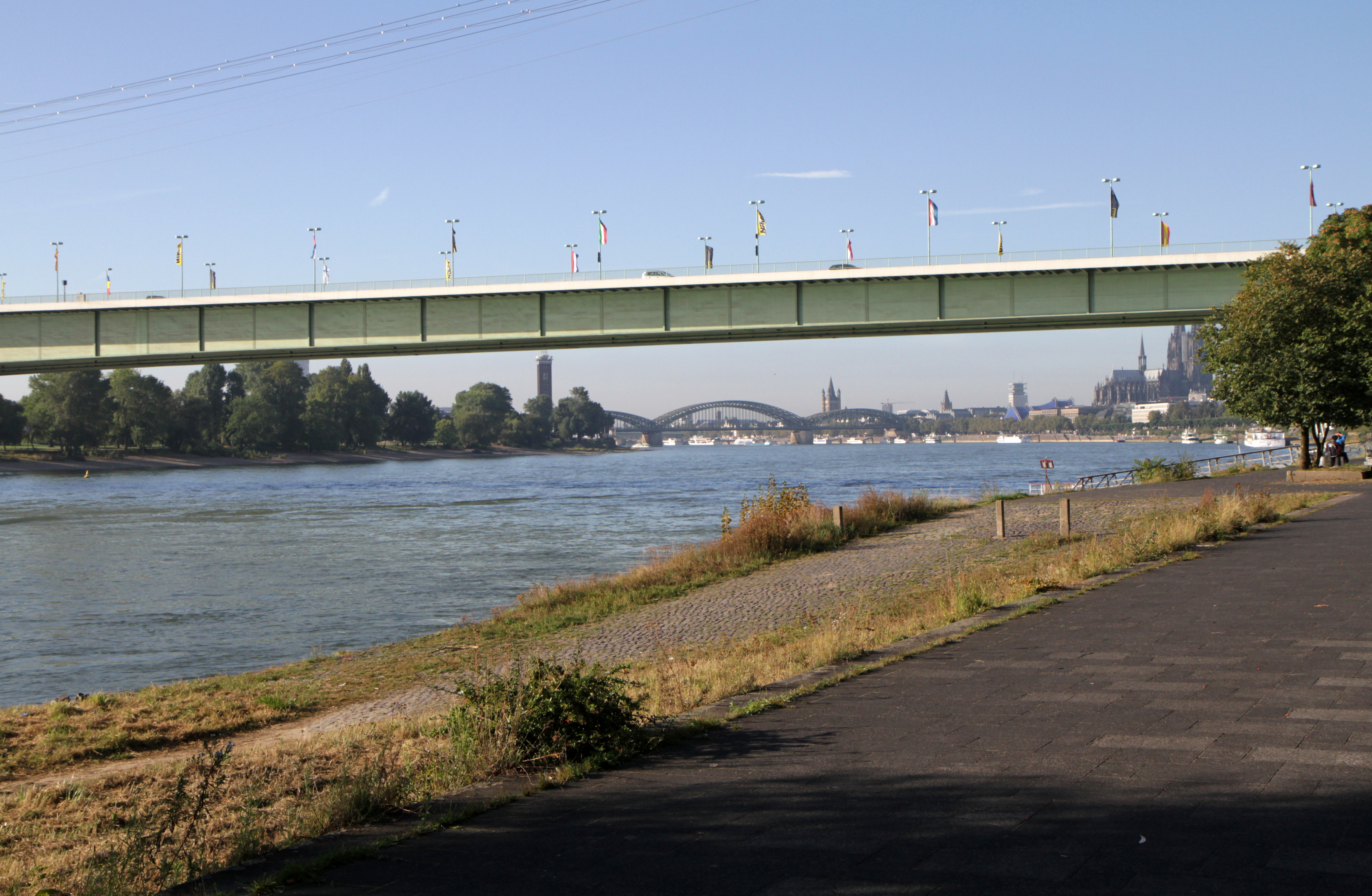
Ende der ausgebauten unteren Promenade in Höhe der Frohngasse
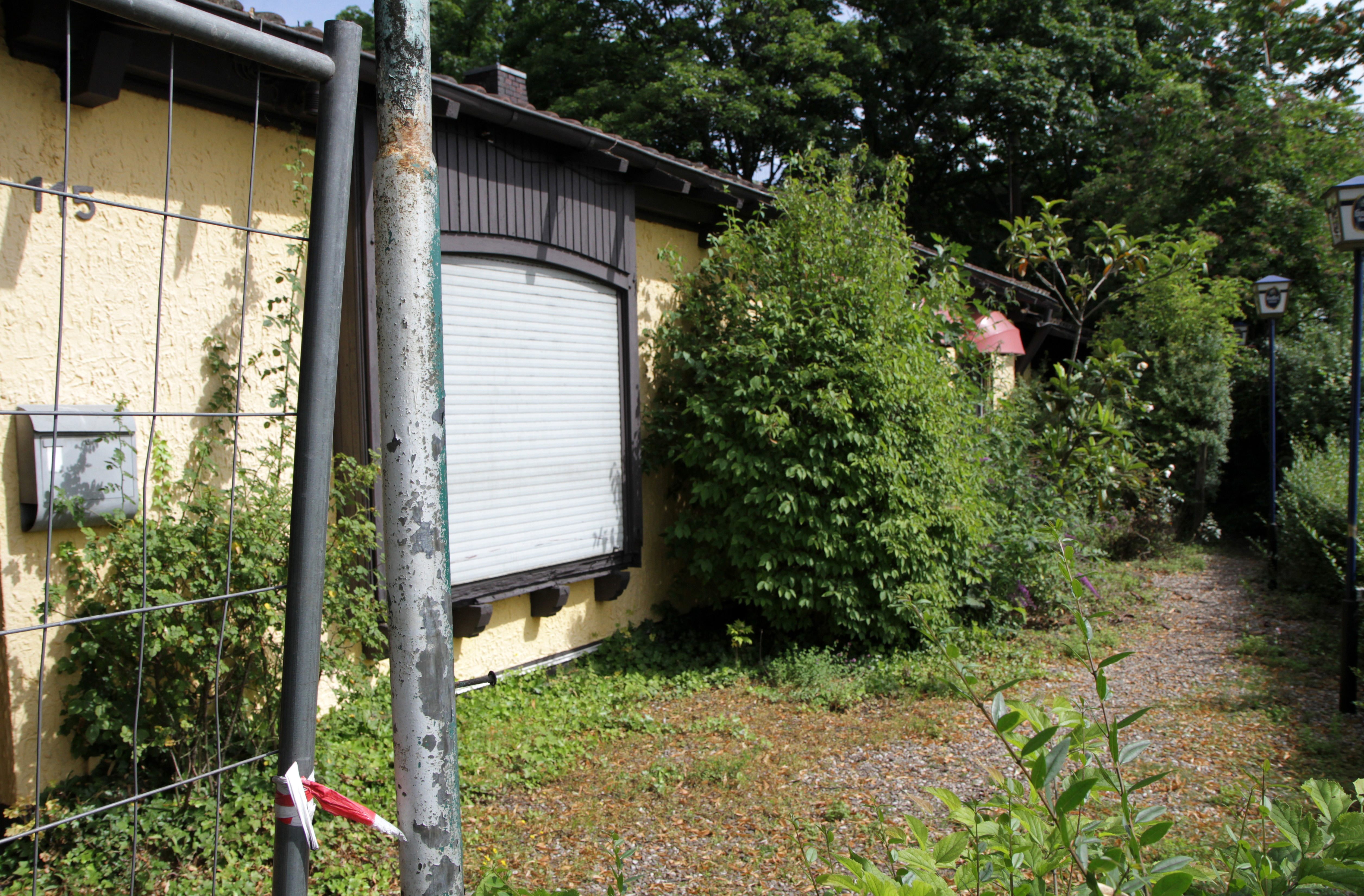
In der Nachfolge von Wattler‘s Fischerhaus: Ausflugslokal an der Zoobrücke
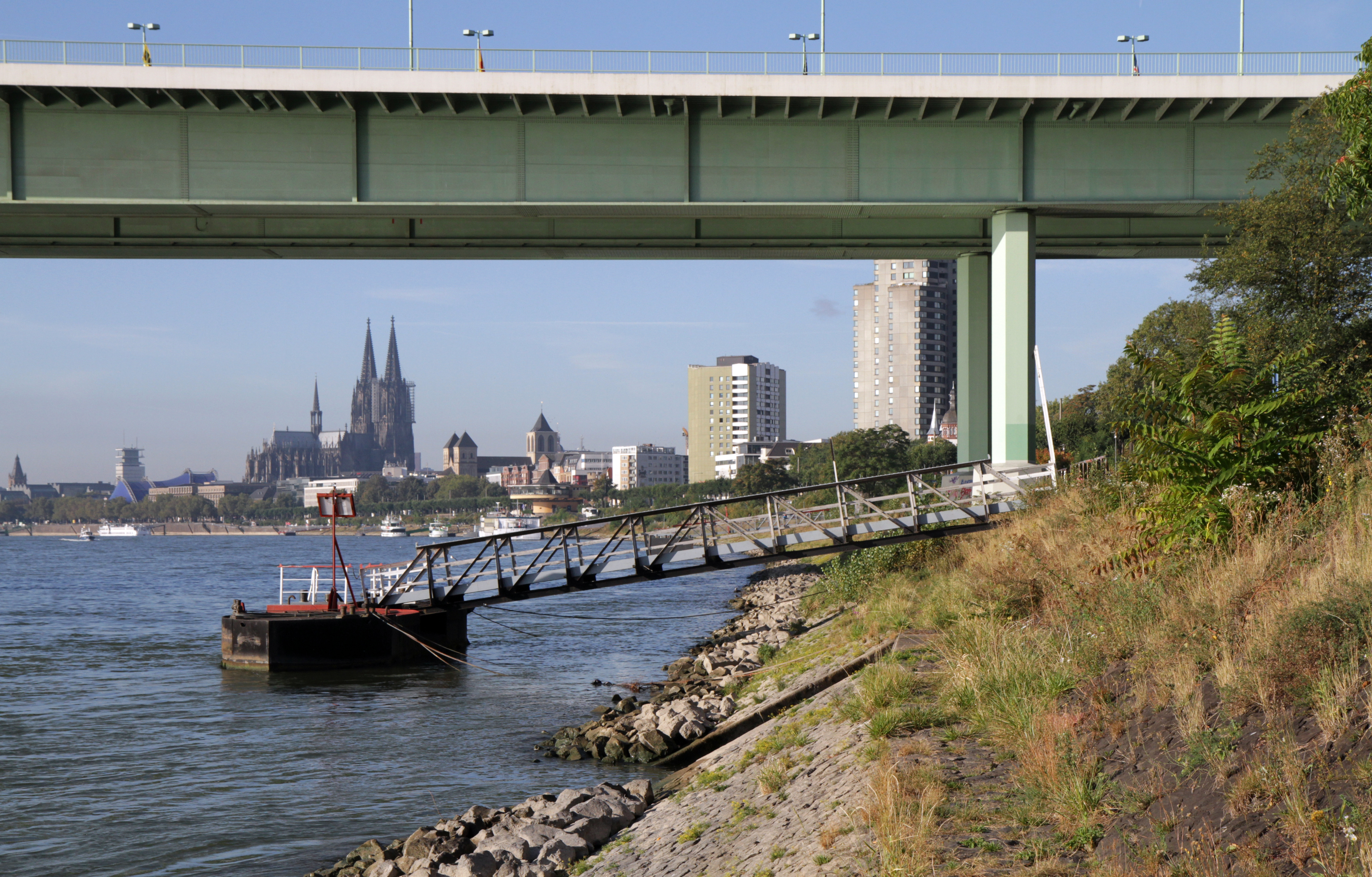
Schiffsanleger Frohngasse und Ende der unteren Promenade
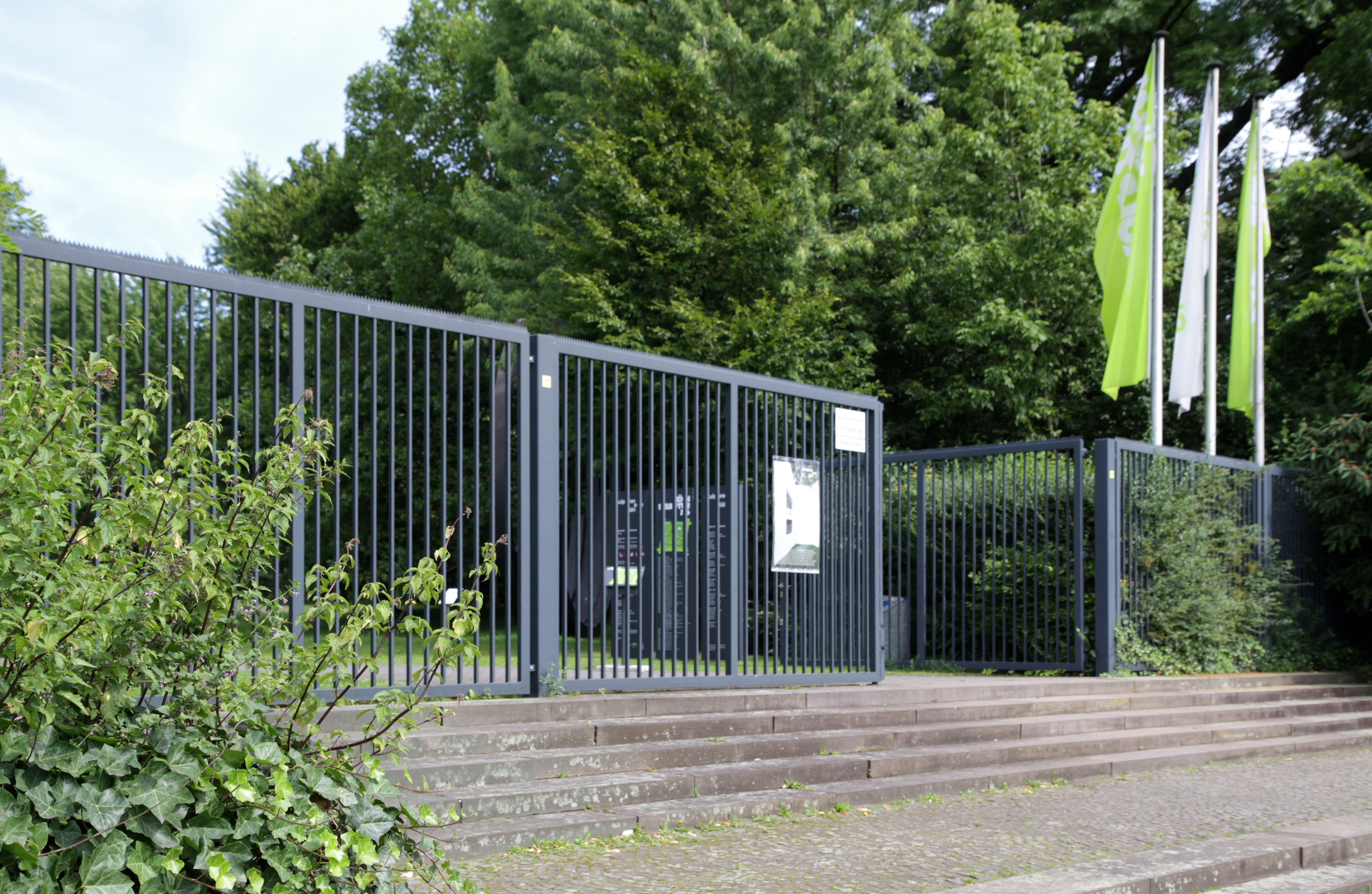
Oberhalb der Freitreppe in den heutigen Skulpturenpark stand ab 1936 ein Ehrenmal für die Deutsche Feldartillerie in Köln, es wurde im Zweiten Weltkrieg zerstört.

#### Interessen der Wirtschaft und Regierung

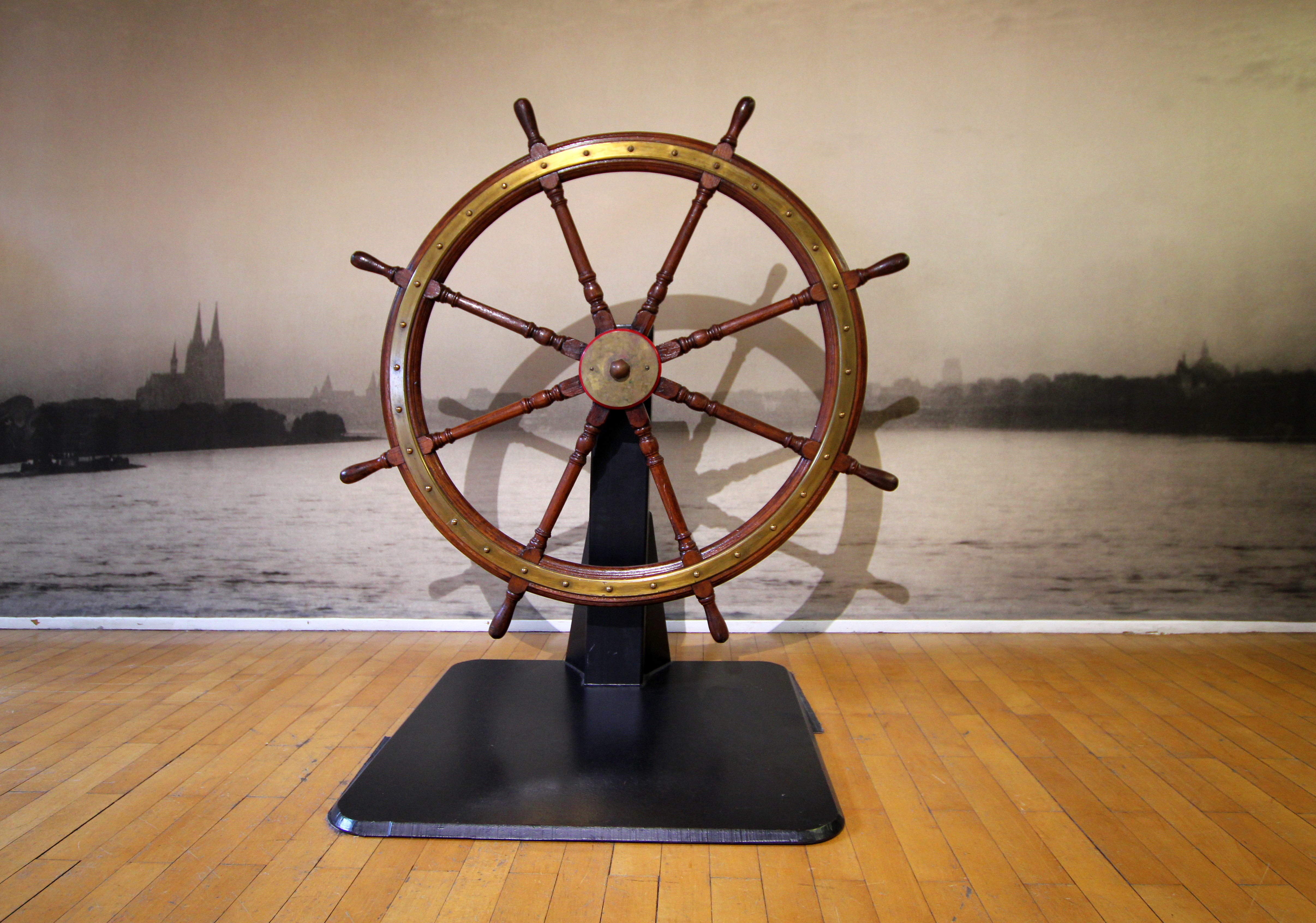
Steuerrad eines Dampfschiffes der „Kölnische und Düsseldorfer Gesellschaft für Rhein-Dampfschifffahrt“ um 1900

Den Absatzmarkt der bevölkerungsstarken Region und Stadt Köln verband schon 1853 eine solche Strecke mit der Stadt Krefeld, deren Gewerbebetriebe sich spezialisiert hatten und in der Herstellung feiner Textilien den Markt dominierten. Die zwischen diesen Städten verkehrende Linie der Cöln-Crefelder Eisenbahn-Gesellschaft war im Jahr 1860 in der Rheinischen Eisenbahn-Gesellschaft aufgegangen.
Die Industrialisierung machte Köln zu einer aufstrebenden Stadt. Hierbei hatten sowohl die Entwicklung der regionalen Braunkohlenindustrie, die des Eisenbahnnetzes für Güter- und Personenverkehr, als auch die bereits seit 1853 im Linienverkehr engagierte Dampfschifffahrt eine bedeutende Rolle eingenommen. Neben den Anlegern am Kai des Kaiser-Friedrich-Ufers prägten bedeutende Unternehmen mit ihren repräsentativen Neubauten das Bild der Uferstraße und etablierten in diesen ihre Direktorien.
Den Anfang machte wohl nach dem Entstehen des Central-Bahnhofs und der Rheinbrücke das Bauwerk der Königlich-preußischen Eisenbahnverwaltung an der Uferstraße Ecke Goldgasse.
Ein Foto um 1890 zeigt ein langgestrecktes dreigeschossiges Gebäude, dessen zurückspringender oberer Aufbau in der Art eines Penthauses von einer Anzahl Fahnenstangen umgeben wurde. Die in weißem Stein gestaltete Fassade verfügte an der dem Rhein zugewandten Seite über 27 Fensterachsen. Das Gebäude, dem sich ein kleines Fachwerkhaus mit Hofgelände anschloss, stand recht beengt hinter einer unmittelbar vor ihm erbauten Mauer, die in Richtung St. Kunibert verlaufend hinter dem Hof abknickte und so das gesamte Grundstück einfriedete.
Vor der Mauer sind drei von Süden (Frankenwerft) herangeführte normalspurige Gleise erkennbar, die durch eine im mittleren Gleis liegende doppelte Kreuzungsweiche verbunden waren. Sie führten auf zwei dortige Güterschuppen zu, wobei eines der Gleise in den Schuppen, ein weiteres neben den Schuppen und das äußere Gleis weiter nach Norden führte. Vor dieser Anlage ist die Einmündung der schmalen gepflasterten Goldgasse in die Uferstraße zu sehen, die sich, ebenfalls gepflastert, entlang der äußeren Alleereihe einer entstandenen Promenade im Bogen nach Norden zog. Ein unterer Ausbau der Kaianlagen bestand zu dieser Zeit (um 1890) lediglich aus einer kurzen herabführenden Rampe, die in einer betonierten Plattform endete, von der aus die vor dieser festgemachten Lastkähne be- und entladen wurden.

### Erweiterung der Stadt

#### Denkschrift und Stadterweiterungspläne
1864 wurde von dem Stadtverordneten, Architekten und Baurat (seit 1862 königlicher Baukondukteur für Köln) Mathaeus Biercher (1797–1869) eine Denkschrift verfasst, in der er seine stadtplanerischen Ideen zu einer umfassenden Stadterweiterung Kölns unterbreitete. Sie gab den Anstoß, der dann nach jahrelangen Überlegungen und Verhandlungen mit der Staatsregierung sowie unzähligen Diskussionen im Rat zu dem Entschluss führte, die Ausdehnung der Stadt in Angriff zu nehmen. Das Projekt wurde öffentlich ausgeschrieben und aus den dann eingehenden Plänen der sich beteiligenden Baumeister und Architekten ein Sieger des Wettbewerbes ermittelt. Die Juroren entschieden sich für die Planungen der Architekten Joseph Stübben und Karl Henrici, von denen dann in den Folgejahren der zum Stadtbaumeister ernannte Architekt Stübben die Stadterweiterung Kölns umsetzte. In seinem Wirken unterstand Stübben einer eigens zu diesem Zweck gebildeten Deputation, der der Bürgermeister Hermann Becker vorstand.

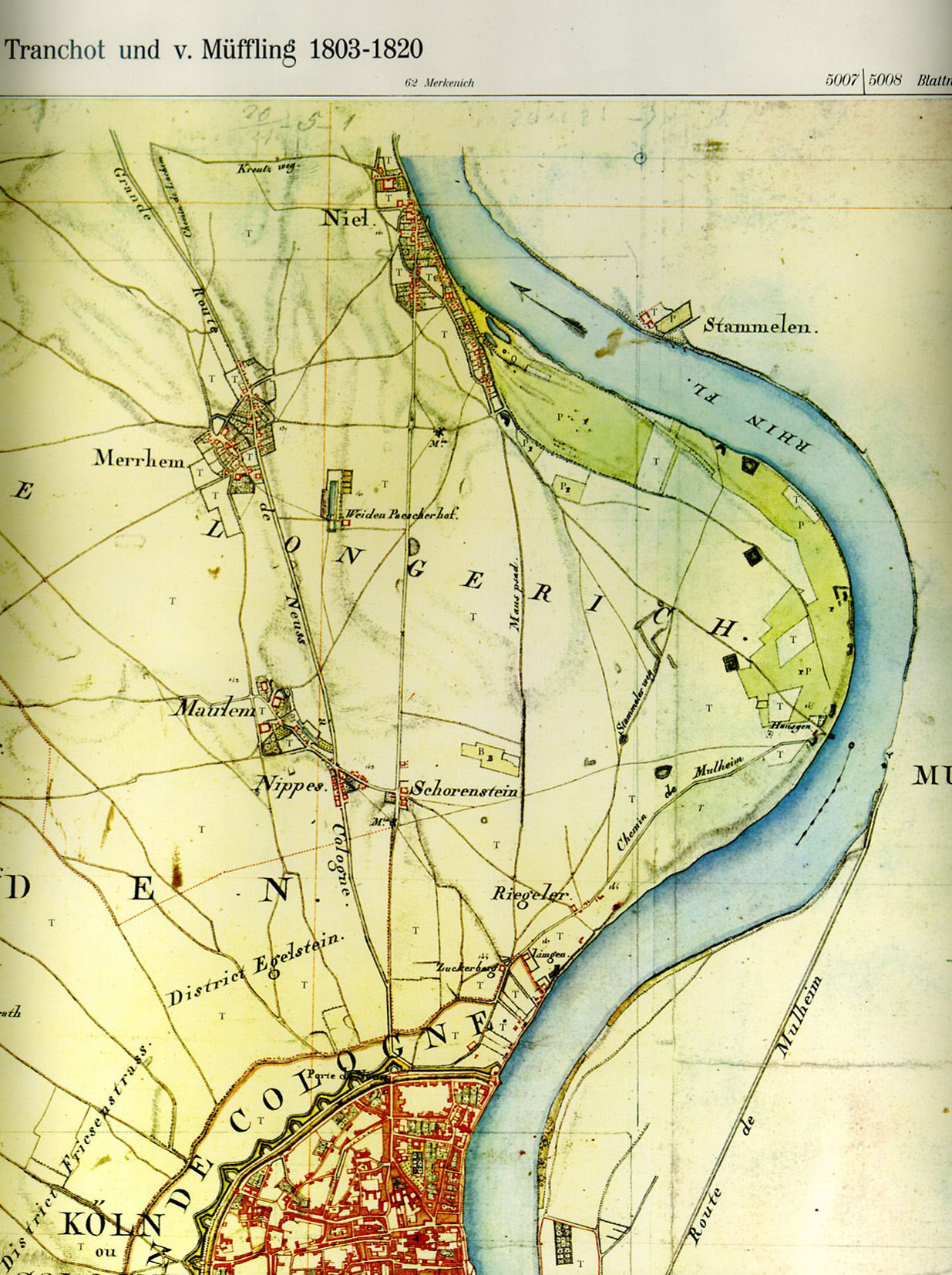
Ausschnitt der Tranchotkarte, Kölner Norden 1803/20
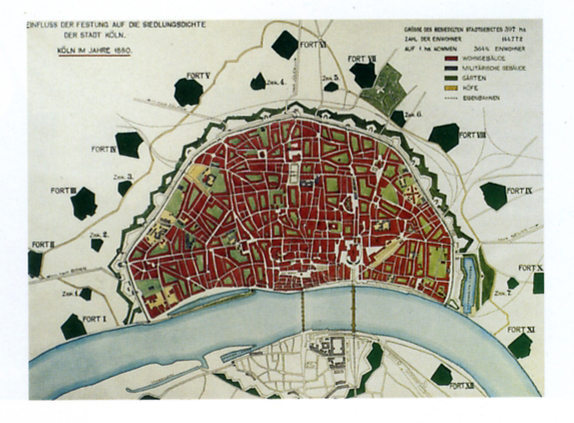
Grundriss der mittelalterlichen Stadt, Befestigungen durch Forts und Lünetten 1880
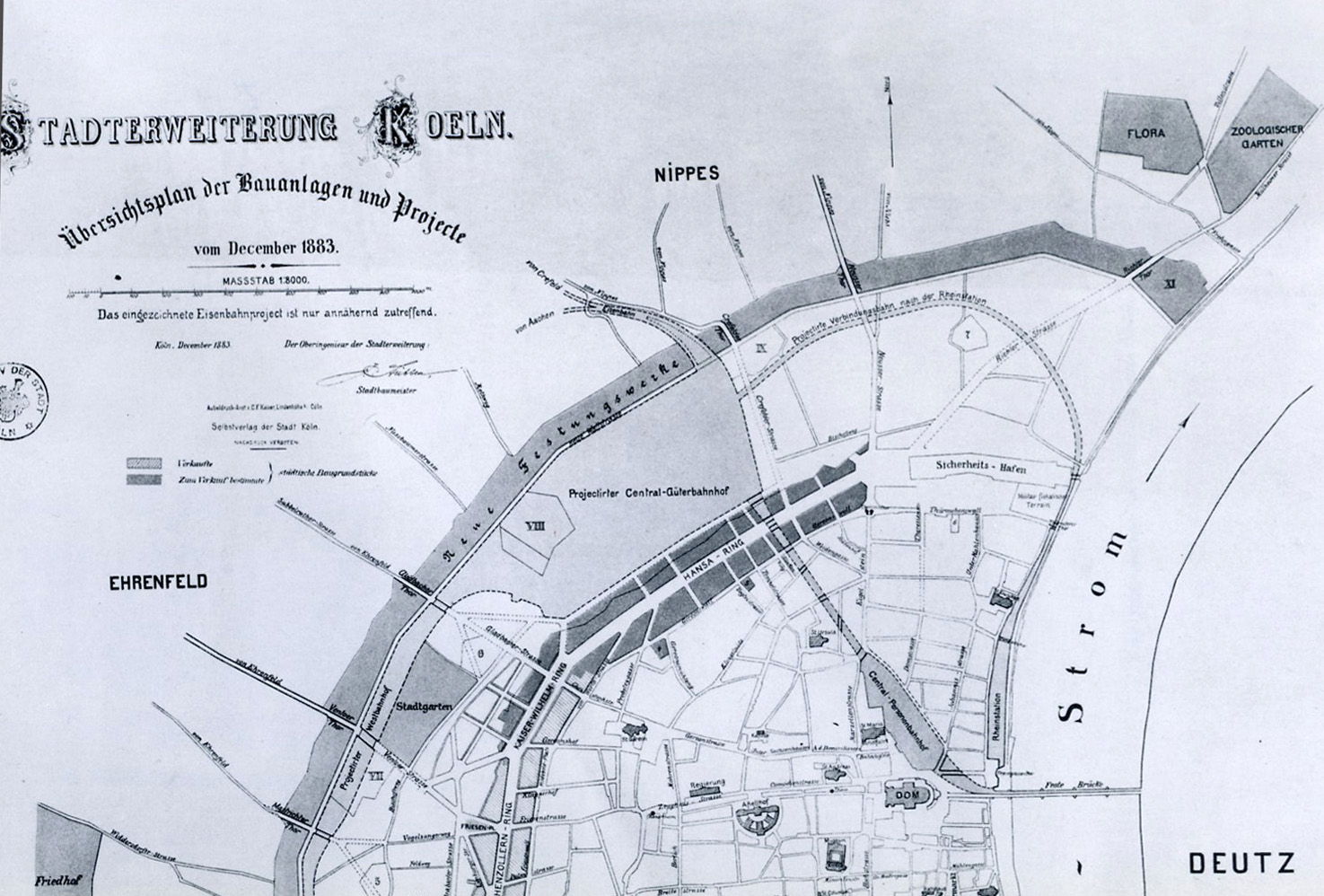
Plan zur Stadterweiterung aus dem Jahr 1883 mit der nördlichen Rheinuferstraße
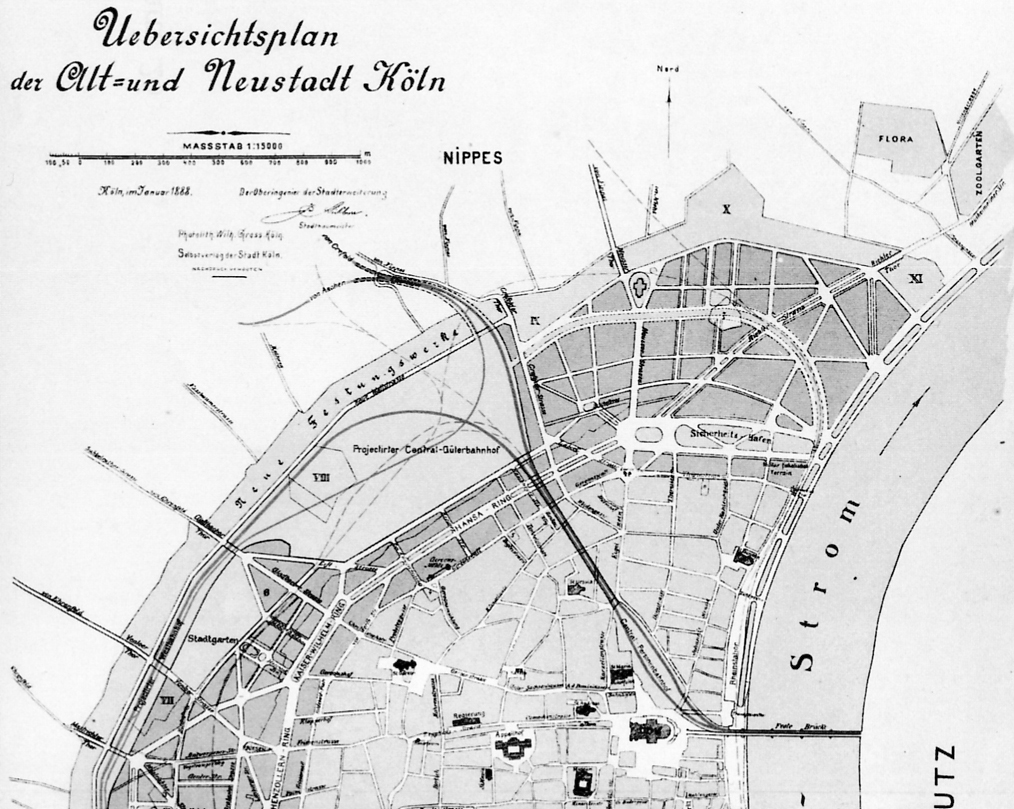
Die 1888 deutliche Gestaltung der Rheinuferstraße

#### Realisierungen in der Nordstadt

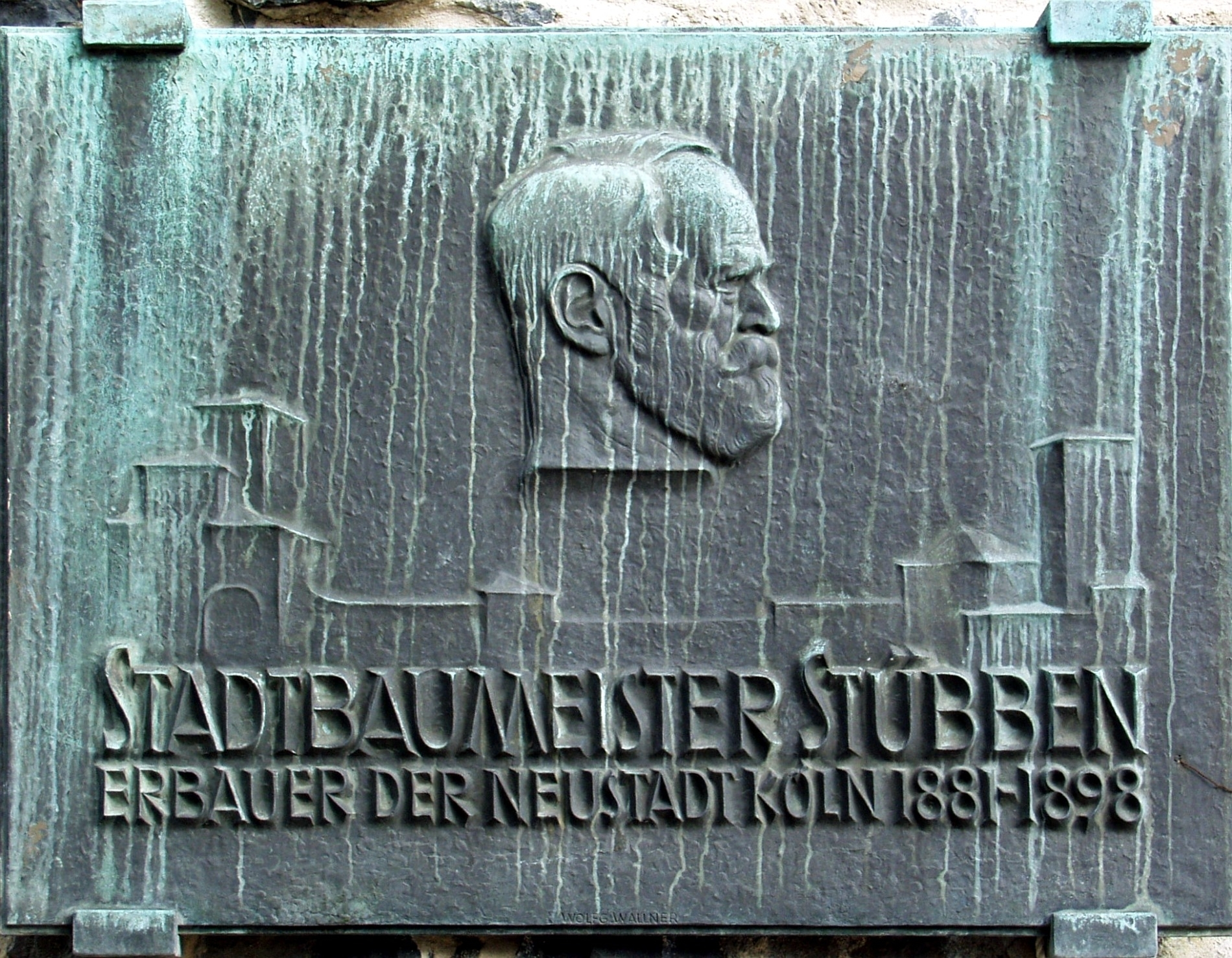
Gedenktafel Stübbens an der Hahnentorburg

Nach den zur Stadterweiterung ausgearbeiteten Entwürfen der Sozietät Stübben und Henrici wurden Planungen, die die Neustadt im Norden betrafen, im Vergleich zu den anderen Abschnitten, relativ spät umgesetzt. So wurden zwischen dem altstädtischen Thürmchenswall und der nördlichen äußeren Wallstraße, die später als Niederländer Wall benannt und heute als Elsa-Brändström-Straße bezeichnet wird, auch die nach dem 1888 verstorbenen Deutschen Kaiser benannte Straße Kaiser-Friedrich-Ufer parzelliert und gestaltet. Sie wurde, dem Beispiel der südlichen Neustadt folgend, zu einem weiteren, großzügig angelegten Abschnitt einer Rheinuferstraße, die die entstehende Neustadt im Nordosten flankierte. Dabei orientierte man sich am Vorbild eines Pariser Boulevards oder wollte zumindest in dieser Hinsicht mit anderen Großstädten konkurrieren können.
Der Prachtstraße zum Opfer fiel allerdings ein Teil der Wall- und Glacisanlagen, über deren Erhalt heftig diskutiert worden war. Diese bei der Bevölkerung als Ausflugsziel sehr beliebten Anlagen waren 1822/26 durch den Stadtgärtner Berkenkamp nach Plänen des Gartenarchitekten Maximilian Friedrich Weyhe bepflanzt worden und wurden nun aus wirtschaftlichen Gründen zum Bauland. Erhalten blieb dagegen vorerst das 1841 entstandene Fort XI, bei dessen Bau die erst 1830 ausgeführte Anlage „Riehler Schanze“ am Ende des Neustadtbereiches integriert wurde. Das Fort wurde erst 1907 städtischer Besitz.

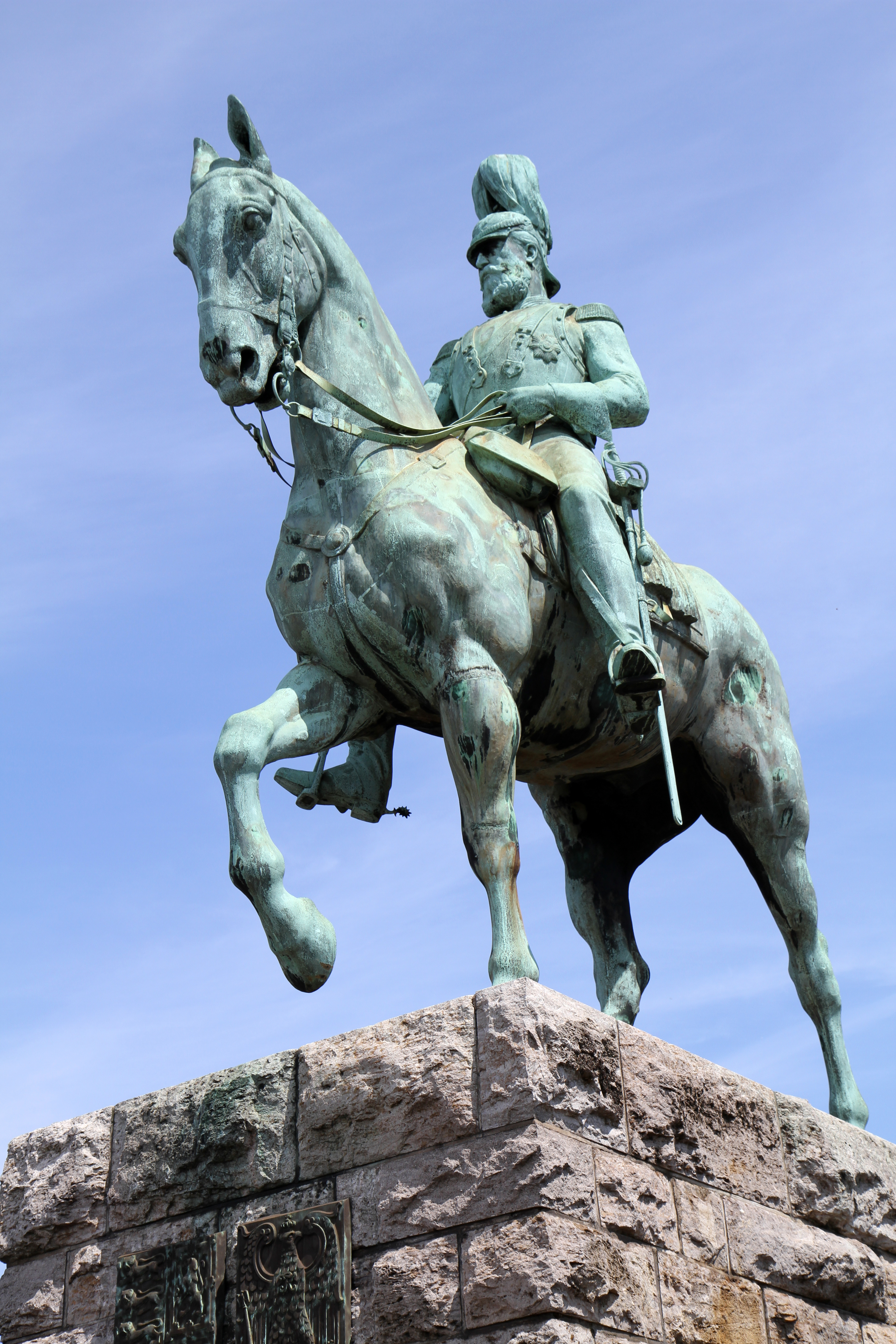
Denkmal Kaiser Friedrichs III. am linksrheinischen Nordende der Hohenzollernbrücke

### Kaiser-Friedrich-Ufer
Dieser Bauabschnitt wurde 1895 und 1896 von den Stadtverordneten im Bebauungsplan festgesetzt, danach im Januar 1897 abschließend festgestellt und im Februar 1897 als Kaiser-Friedrich-Ufer benannt. Die Straße bildete als Abschnitt der Rheinuferstraße die Begrenzung des in der Nordstadt geplanten Villenviertels, das unter Beachtung der Auflage einer offenen Bebauung realisiert wurde.

#### Straße, Kai und Grünanlagen
Dem 1881 zum Oberingenieur der Stadterweiterung berufenen Josef Stübben war 1885 auch die Leitung des städtischen Tiefbauwesens übertragen worden. In diesem unterstanden ihm der 1888 im Amt verstorbene 1. Gartendirektor Anton Strauß auf dessen Plänen die Umgestaltung des ganzen „Eigelstein Glacis“ beruhte und der diesem im Amt folgende Adolf Kowallek. Dieser überarbeitete und vollendete die Planungen von Strauß, der schon die Gestaltung der südlichen Rheinuferstraße am Bayenturm sowie der Ringpromenaden durchgeführt und Pläne für die Anlagen des Kaiser-Friedrich-Ufers vorbereitet hatte.

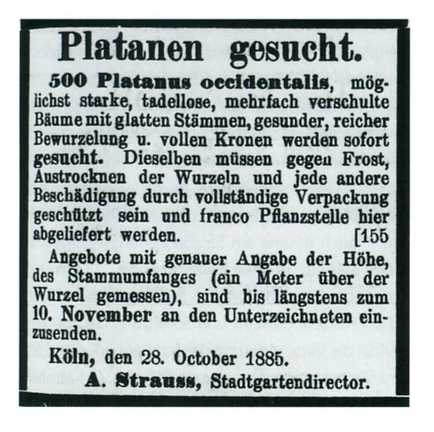
Platanen zur Bepflanzung der Straßen und Allen

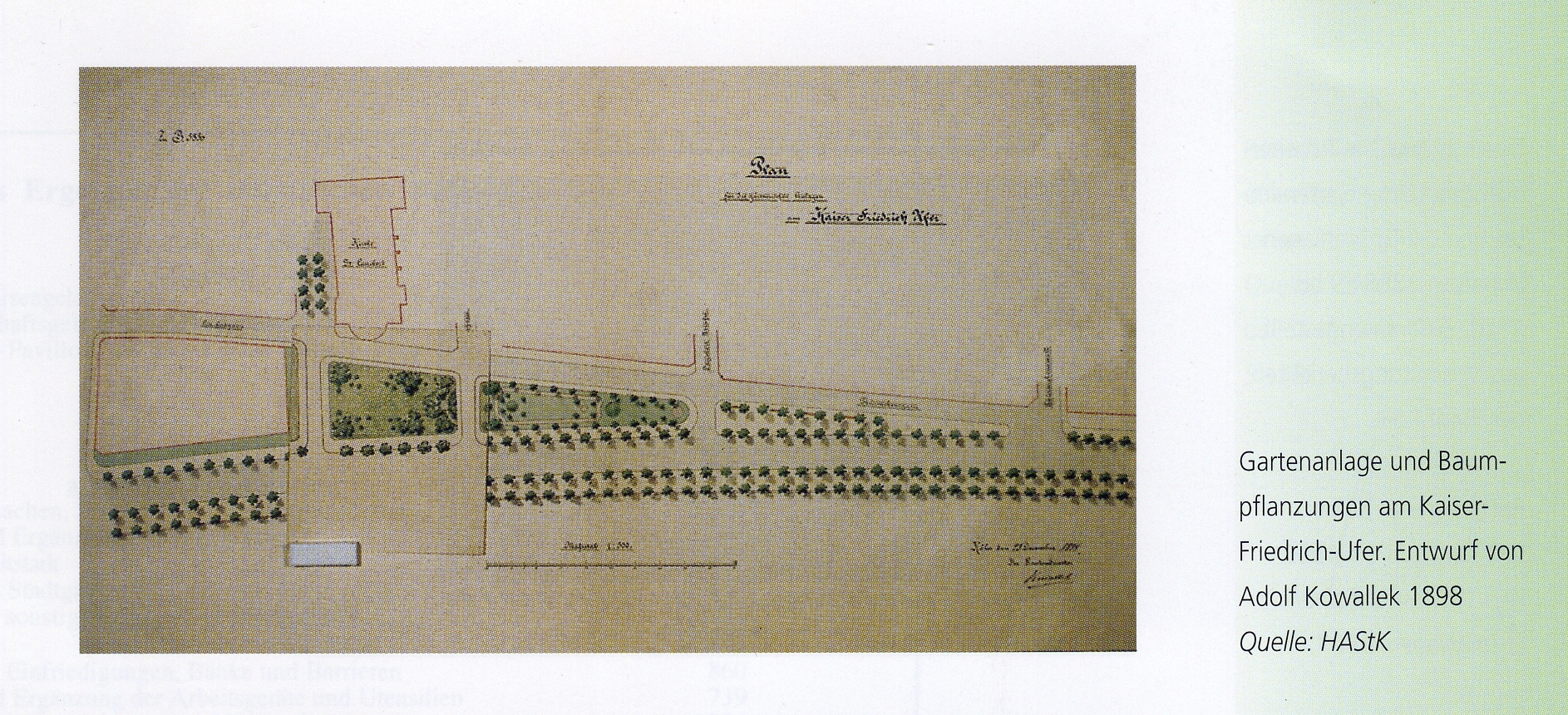
Detailanlage des Kölner Kaiser-Friedrich-Ufers im Jahr 1898

Der Schwerpunkt damaliger Kölner Landschaftsarchitektur hinsichtlich der Uferstraße lag in der Anpflanzung einer Allee, die die angelegte Rheinpromenade vom Straßenverkehr trennen würde. Der stadtseitige Gehsteig, der erst am Ende der 1950er Jahre vierspurig ausgebauten Straße, zog sich entlang angelegter Rabatten und weiterer Bepflanzungen, die in ihrer geplanten Form durch erhaltene Detailzeichnungen Kowalleks des Jahres 1889 nachvollziehbar sind.
Die Anlage der Rheinuferstraße selbst ließ Stübben zwischen 1892 und 1898 durchführen. Den Schutz des linken Rheinufers zwischen den Eckbastionen hatten vier ab 1891 erbaute Kaponnieren zu übernehmen, von denen zwei im Norden der Uferstraße errichtet wurden. Alle Anlagen waren nach dem verlorenen Ersten Weltkrieg von der erzwungenen Entfestigung betroffen und blieben nur als Stümpfe ihres Sockelmauerwerks erhalten.
Der untere Bereich der Uferstraße wurde von der Innenstadt her in Angriff genommen. Dies belegen Fotografien um das Jahr 1890, die das Betonieren einer Kaimauer zeigen, die man nördlich der Eisenbahnbrücke Meter um Meter im Strombett einbrachte und so zum Fundament eines dann aufgebrachten Plateaus werden ließ. Wie die im 20. Jahrhundert aufkommenden Ansichtskarten dokumentieren, erhielt auch der weitere Rheinbogen nach und nach als unteren Versorgungsweg eine Promenade, die von oben durch steile Treppen und später über schräg zur Böschung gebaute Zufahrten erreichbar war.
Der 1912 noch voluminöser ersetzte Verwaltungsbau der nun preußischen Reichsbahn war beispielgebend für die nachfolgende Generation der übrigen Bauten des Rheinufers, die – wenn auch nach dem Krieg teilweise nur rekonstruiert – erhalten blieben, Bauwerke, die nach wie vor das Panorama des heutigen Konrad-Adenauer-Ufers bestimmen.
Eine Fotografie des Jahres 1916 zeigt die obere Promenade in Höhe der Eisenbahndirektion vor einem schon kräftig angewachsenen, sich nach Nordosten erstreckenden Alleestreifen. Zu sehen ist ein reges Treiben vieler Uferbesucher, eine Anzahl Schiffslandebrücken, sowie ein Pferdedroschkenstand mit mehreren auf Kundschaft wartenden Wagen. Dort dürfte sich auch eine Anlegestelle der heutigen Köln-Düsseldorfer befunden haben.
Das Bestreben der Stadt, der Bevölkerung durch gärtnerische Gestaltung sowie durch Öffnung und Freihaltung der städtischen Uferbereiche zusätzliche Erholungszonen mit frischer Luft und Begrünung zu schaffen, wurde nach den Vorstellungen dieser Zeit umgesetzt, in der jedoch noch nicht an sportliche Aktivitäten gedacht wurde.

### Die Jahre zwischen den Weltkriegen

#### Teilabbruch und Beschreibung des Fort XI
Ein Teilabbruch der Militäranlage soll 1912 vorgenommen worden sein. Nach einer Fotografie des Jahres 1914 wurden folgende erkennbare Details der Anlage benannt.
„Reduit mit Kehltambour: Eingang zum Kehlhof, linker Treppenturm, Wachtblockhaus, Eingang in Richtung Spitzenkaponiere, Eingang Enveloppenhof, Geschützkasematte.“
Eine Aufnahme des Jahres 1911 zeigt dazu vergleichbar eine hufeisenförmige Anlage. Diese verdeutlicht, dass die etwas tiefer gelegene Anlage zu dieser Zeit vor einem im Hintergrund erkennbaren Vergnügungspark lag, von dem sie durch einen Baumgürtel getrennt war. Auf der Abbildung sind weiter Teile des Kernwerks (Reduit) aus Ziegelmauerwerk erkennbar, deren Innenhof im Halbrund zur Außenseite hin zwei- und dreigeschossige Bauwerke hatte, die zur Hofseiten mit hohen Bogenfenstern versehen waren. Ein hoher Rundturm überragte ein von umlaufenden Balustraden gesichertes Festungsplateau. Der inneren Umfassungsmauer schloss sich der Kehlgraben mit seiner äußeren Mauer an. Die Anlage blieb bis 1881 im Besitz des Militärfiskus und ging mit den übrigen Fortifikationen 1907 nach zähen Verhandlungen über die Kaufsumme in städtischen Besitz über.

#### Neustadtbereich der Straße
Am Kaiser-Friedrich-Ufer lag der bereits vor der Stadterweiterung im Besitz der Eisenbahnverwaltung befindliche Kaisergarten, in dem ein Restaurant betrieben wurde. Planungen der Eisenbahnverwaltung hatten ursprünglich an dieser Stelle den Übergang einer weiteren „festen“ Brücke vorgesehen, auch war der Kaisergarten zeitweise als Bauplatz einer Kirche im Gespräch. Weiter nördlich lagen an der Uferstraße die parkartig umgebenen Landhäuser der Familien Schmitt-Paffenhausen und Oppenheim. Die dortige Villenlage glich in der Bebauung den Westseiten des Sachsen- oder des Deutschen Ringes, die hier anfänglich nur spärlich zwischen 1900 und 1906 einsetzte. Sie verdichtete sich erst in den 1920er Jahren, in denen aber schon die Genehmigung zur Errichtung größerer Verwaltungsbauten erteilt wurde.
In Höhe des Deutschen Ringes, dem heutigen Theodor-Heuss-Ring, wurde an der Einmündung zur Rheinuferstraße ein Denkmal Kaiser Friedrichs aufgestellt, für dessen Entwurf der Bildhauer Wilhelm Albermann 1899 in einem Wettbewerb den ersten Preis erhalten hatte, zur Ausführung kam jedoch zwischen 1899 und 1903 der Entwurf des Bildhauers Peter Breuer, den er zusammen mit dem Architekten Bruno Schmitz ausführte. Das Denkmal wurde 1945/46 entfernt, um dem Bau der Rampe zur sogenannten Pattonbrücke Platz zu machen.

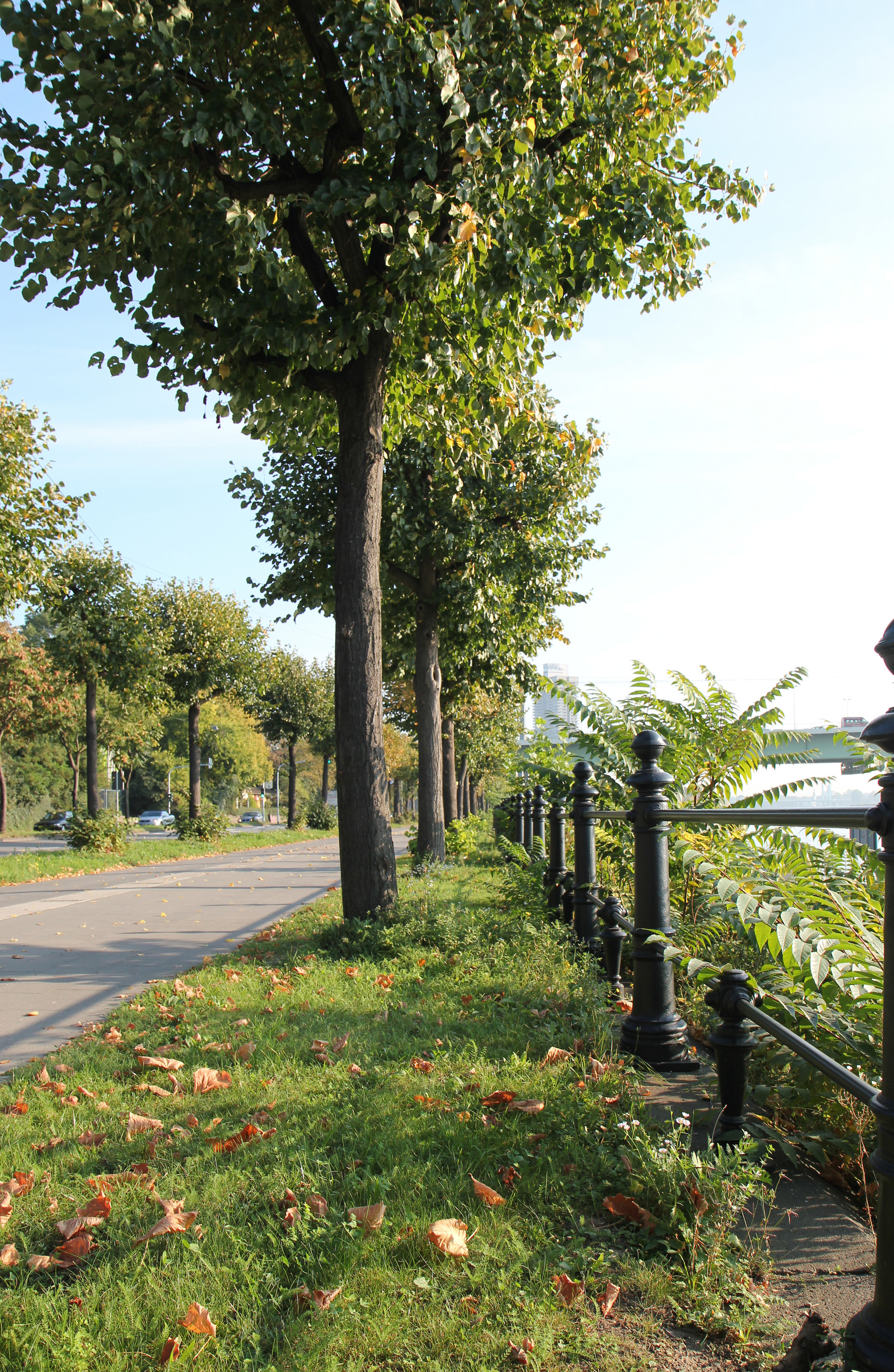
Denkmalgeschütztes Geländer an der nördlichen oberen Promenade
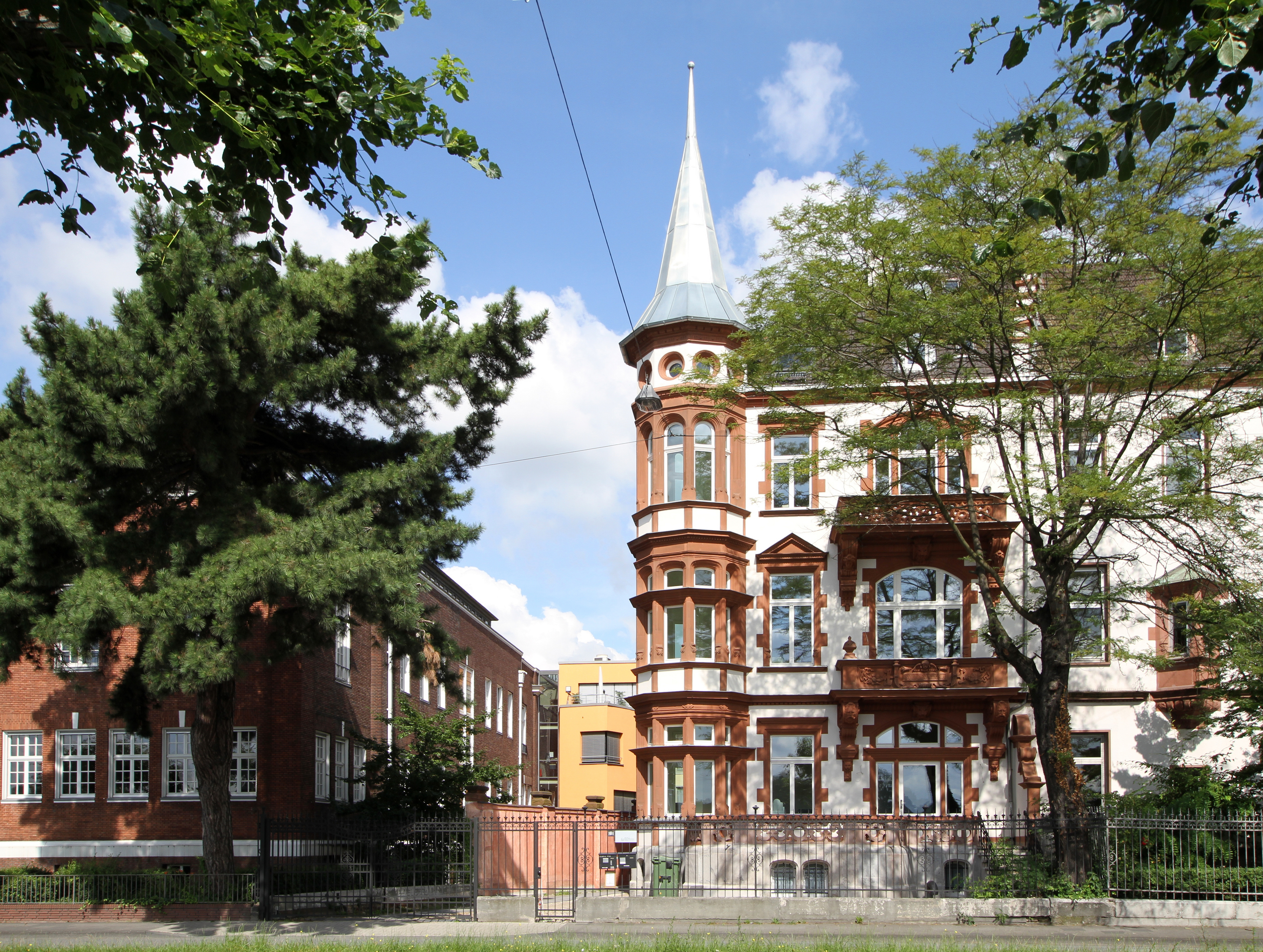
1900 erbaute Halbvilla mit Eckturm, Risalit und Balkonen
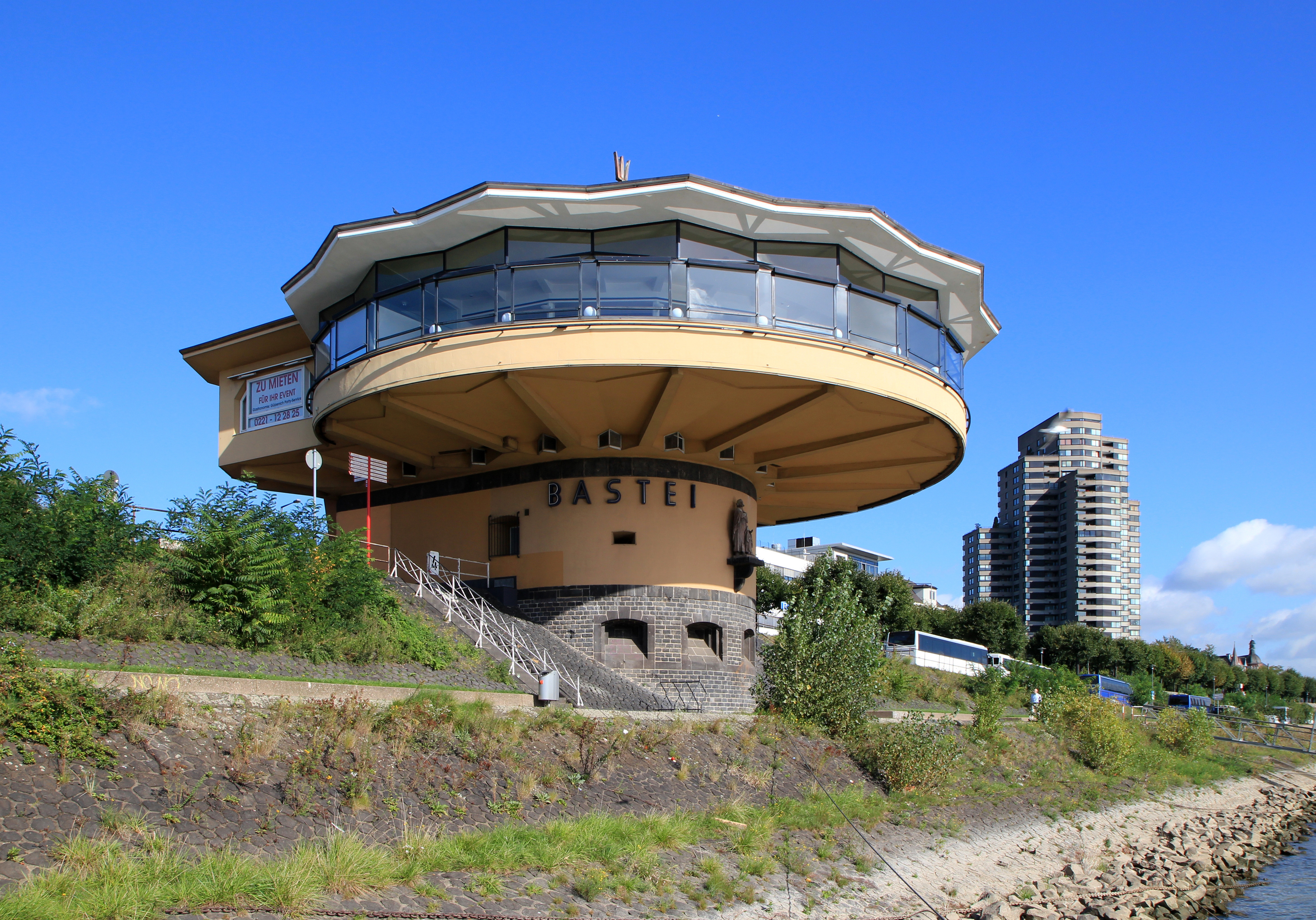
Restaurant Bastei auf dem Stumpf einer vormaligen Kaponiere
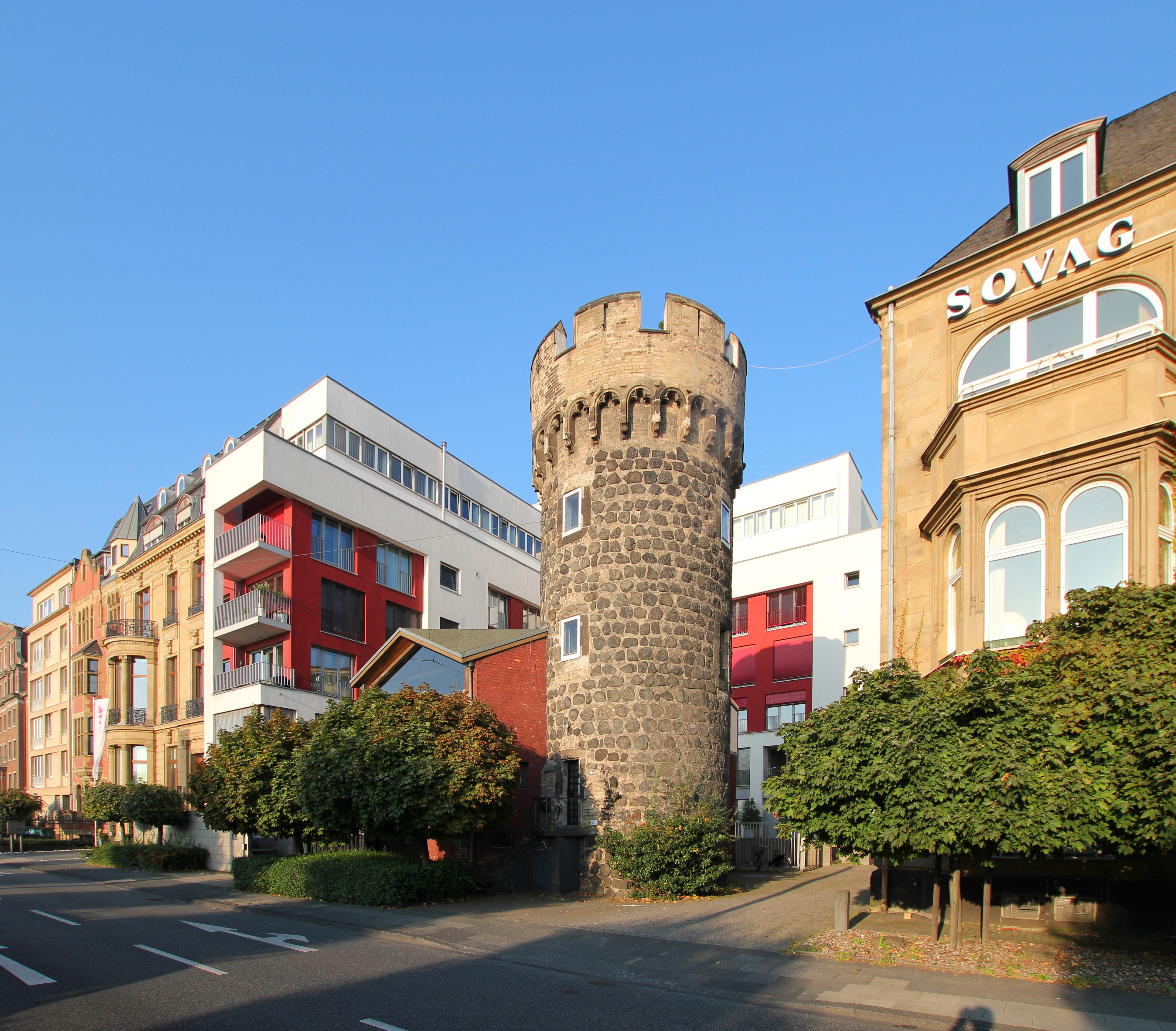
Restturm der mittelalterlichen Befestigung

Vor der Einmündung der Ringstraße entstand 1924 ein Bauwerk von Wilhelm Riphan, welches er im sich ausbreitenden expressionistischen Baustil der deutschen Nachkriegszeit gestaltete. Sein Entwurf setzte auf dem vorhandenen zweigeschossigen Unterbau einer ehemaligen preußischen Festungsanlage auf und wurde von ihm analog dieser Anlage (oben als Kaponiere erwähnt) als Bastei benannt. Die Stahlkonstruktion des aufgesetzten Bauwerkes war wie heute ebenerdig von der Straßenseite zu betreten und bot durch das weit über den Versorgungsweg der unteren Kaianlagen auskragende Obergeschoss einen 180°-Blick über den Rhein. Riphahns Bastei wurde als exklusives Panoramarestaurant bewirtschaftet und blieb an diesem Straßenabschnitt das einzige unmittelbar am Ufer errichtete größere Bauwerk.
Auch für das Eckgrundstück an der stadteinwärts gelegenen Seite des Deutschen Rings und der Uferstraße war eine Bebauung durch Riphahn vorgesehen, seine erhaltene Zeichnung des Jahres 1927 kam jedoch nicht zur Ausführung. Das Grundstück wurde dann erstmals nach 1945 bebaut.

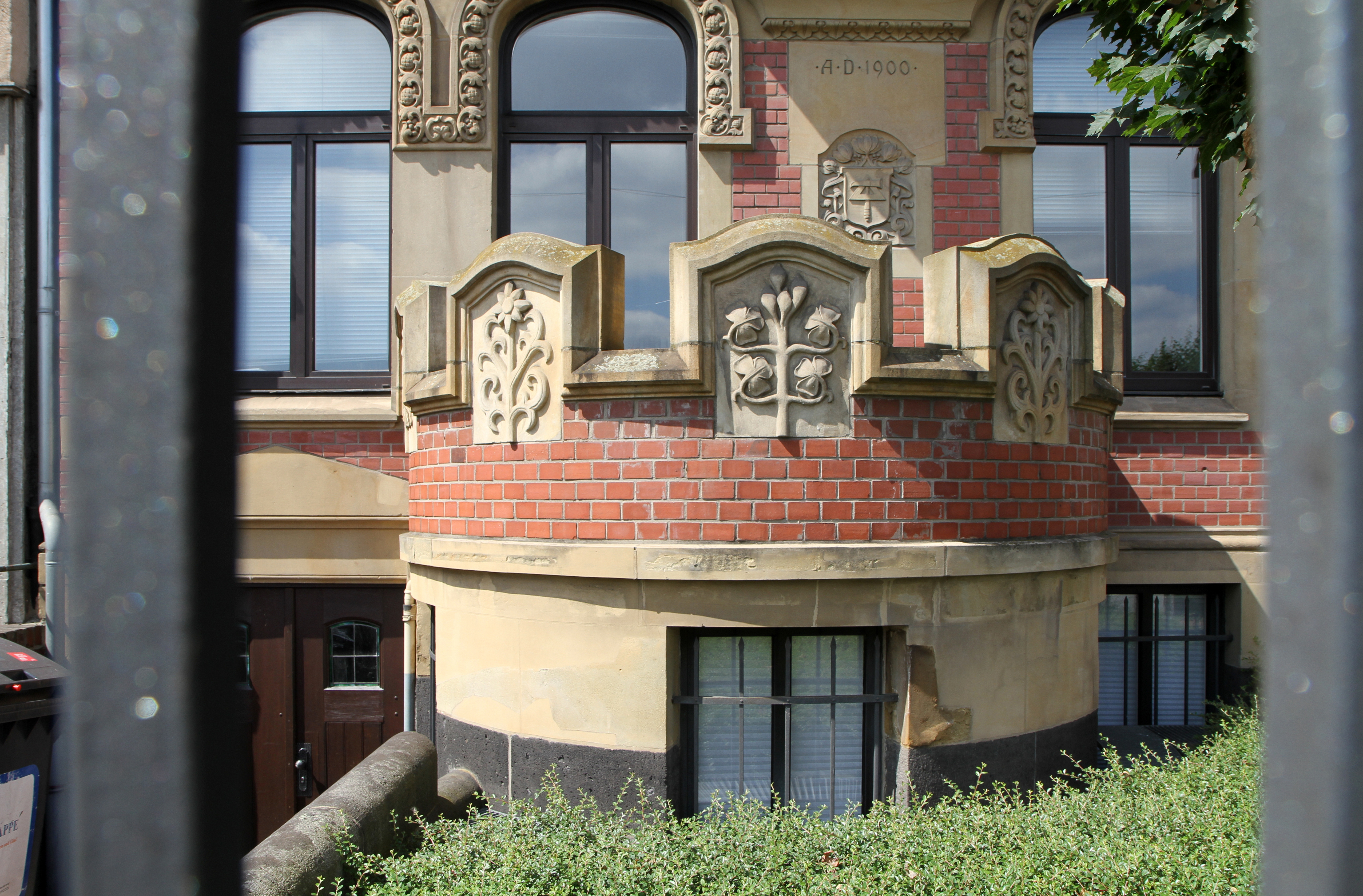
Baujahr 1900

Südlich des Ringes setzt sich die Bebauung der Uferstraße auch heute in nahezu geschlossener Bauweise fort, in der sich eine Anzahl Gebäude der Jahrhundertwende befinden. Dazu gehören die Häuser mit den Nummern 73 (Fachwerkelemente und Erker mit Haube) und 71 (schiefergedecktes Mansardendach, Sandsteinfassade, Erker mit Rundbogenfenstern und einem Rundbogenportal mit integriertem Oberlicht), die sich in viergeschossiger Bauweise der Höhe des folgenden alten Turmes anpassen.
Das kleine, Weckschnapp genannte Bauwerk (siehe oben), entging dem Schicksal vieler niedergelegter Kölner Toranlagen. Der Turm war im Jahr 1891 von der Stadt erworben worden und wurde dann nach einem Entwurf Stübbens unter der Leitung des Architekten Sesterhenn um 1898 mit einem Kostenaufwand von 15.000 Mark instand gesetzt.
1905 entwarf der Architekt Heinrich Band (1855–1919) ein viergeschossiges Wohnhaus an der Uferstraße 67, welches mit einer aufwändigen Sandsteinfassade ausgestattet wurde. Das Gebäude erhielt nach 1918 eine geschnitzte, noch heute erhaltene massive Eingangstür. Sie entstammte dem Gebäude der 1853 durch Gustav von Mevissen geschaffenen Concordia-Versicherung aus der damaligen Eintrachtstraße.

#### Altstadtbereich der Straße
St. Vinzens-Haus

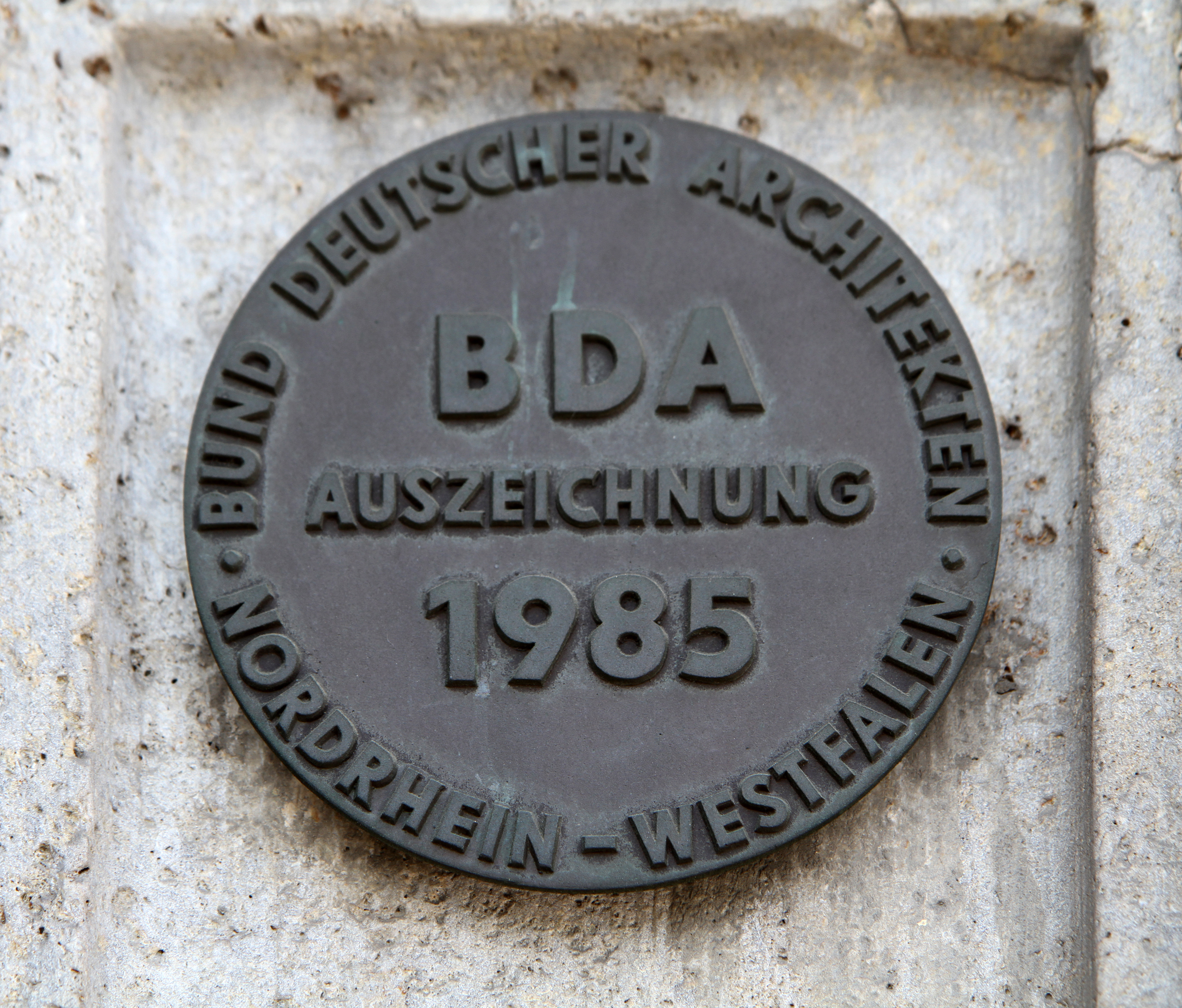
BDA Auszeichnung 1985

Mit der aufstrebenden Braunkohlenindustrie errichtete die Rheinbraun 1922/23 an der Einmündung der Straße Türmchenswall in die Rheinuferstraße ein Verwaltungsgebäude. Die nach Kriegsschäden von der Stiftung St. Vinzens-Haus im Jahr 1977 angekaufte Immobilie erfuhr dann unter der Leitung des Architekten Walter von Lom eine umfassende Restaurierung und wurde durch angrenzende Neubauten erweitert.
Das historisch Hauptgebäude erinnert nicht nur äußerlich an die repräsentative Architektur der damaligen Zeit, sondern zeigt auch in seinem Inneren erhaltene oder rekonstruierte Details einer gehobenen Gestaltungsweise.
Über ein kleines, durch Lisenen aus Marmor gegliedertes Entrée mit leicht gewölbter Muscheldecke aus Stuck gelangt man in das eigentliche Foyer des Hauses in Form eines großzügig angelegten Empfangsbereiches mit rechtsseitiger Rezeption.
Der rundum mit edlem Holz getäfelt Raum endet an seiner Schmalseite mit einem Treppenpodest, von dessen Balustradengeländer dann beidseitig Treppenaufgänge in das Obergeschoss führen. Die ebenfalls vom Podest zugängigen verglasten Flügeltüren zum Gartenbereich versorgen den Raum mit Tageslicht. Die Decke des Raumes wird von Rechtecksäulen getragen und ist eine der in dieser Form seltenen Stuckdecken in der Stadt. Sie besteht aus einer großen Anzahl in Putz eingebetteter, querliegend angeordneter Balken. Die Unterseiten der Balken sind zumeist mit floraler Ornamentik in Balkenlänge versehen, während die zwischen den Balken liegenden Deckenflächen glatt verputzt sind und an ihren Enden halbrund abschließen. Die restaurierte Anlage wurde im Jahr 1985 durch den Bund Deutscher Architekten mit dem Architekturpreis NRW ausgezeichnet.

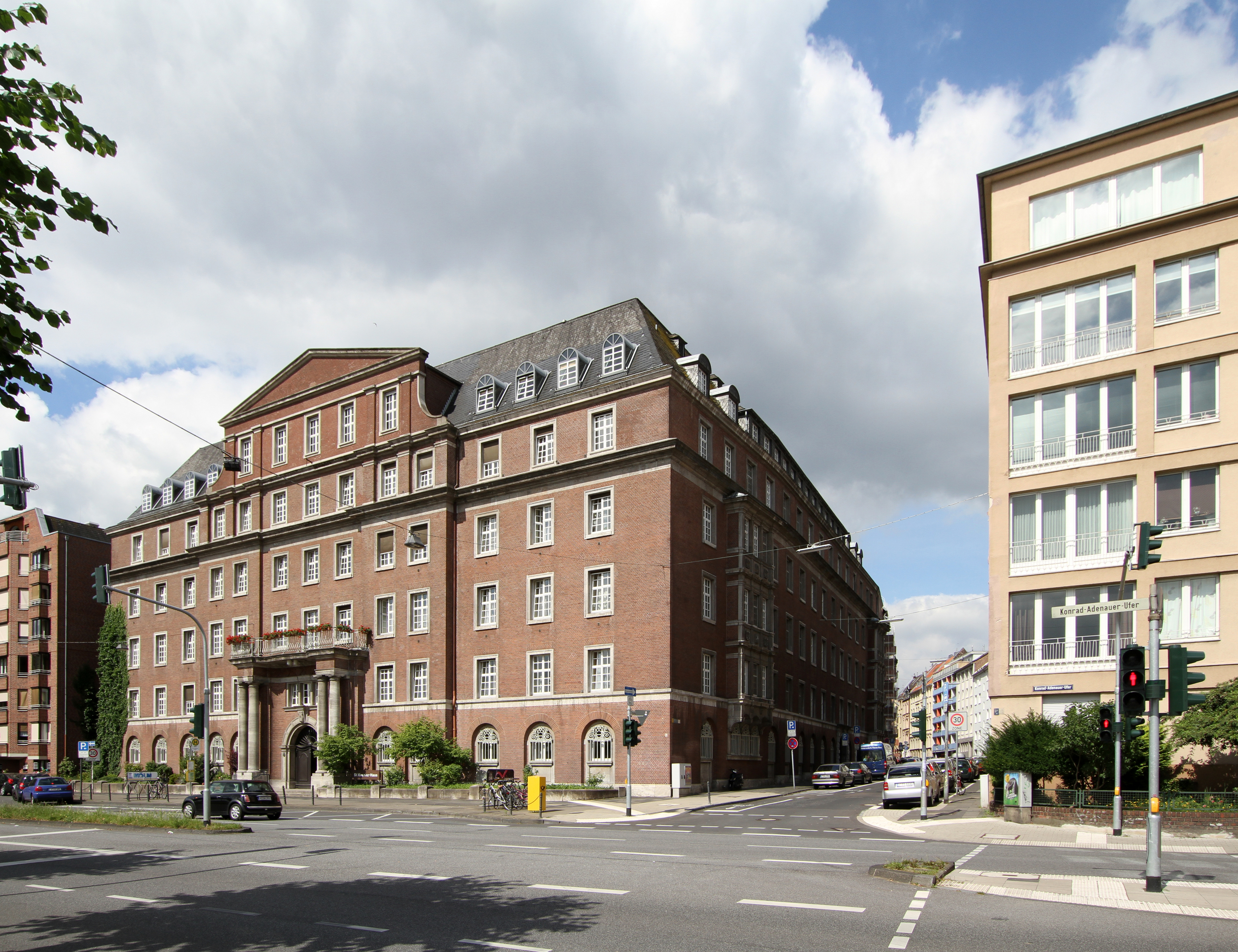
Ehemaliges Verwaltungsgebäude der Rheinischen Braunkohle AG an der Grenzstraße Türmchenswall zur Neustadt
St. Kunibert mit damaligen Spitztürmen
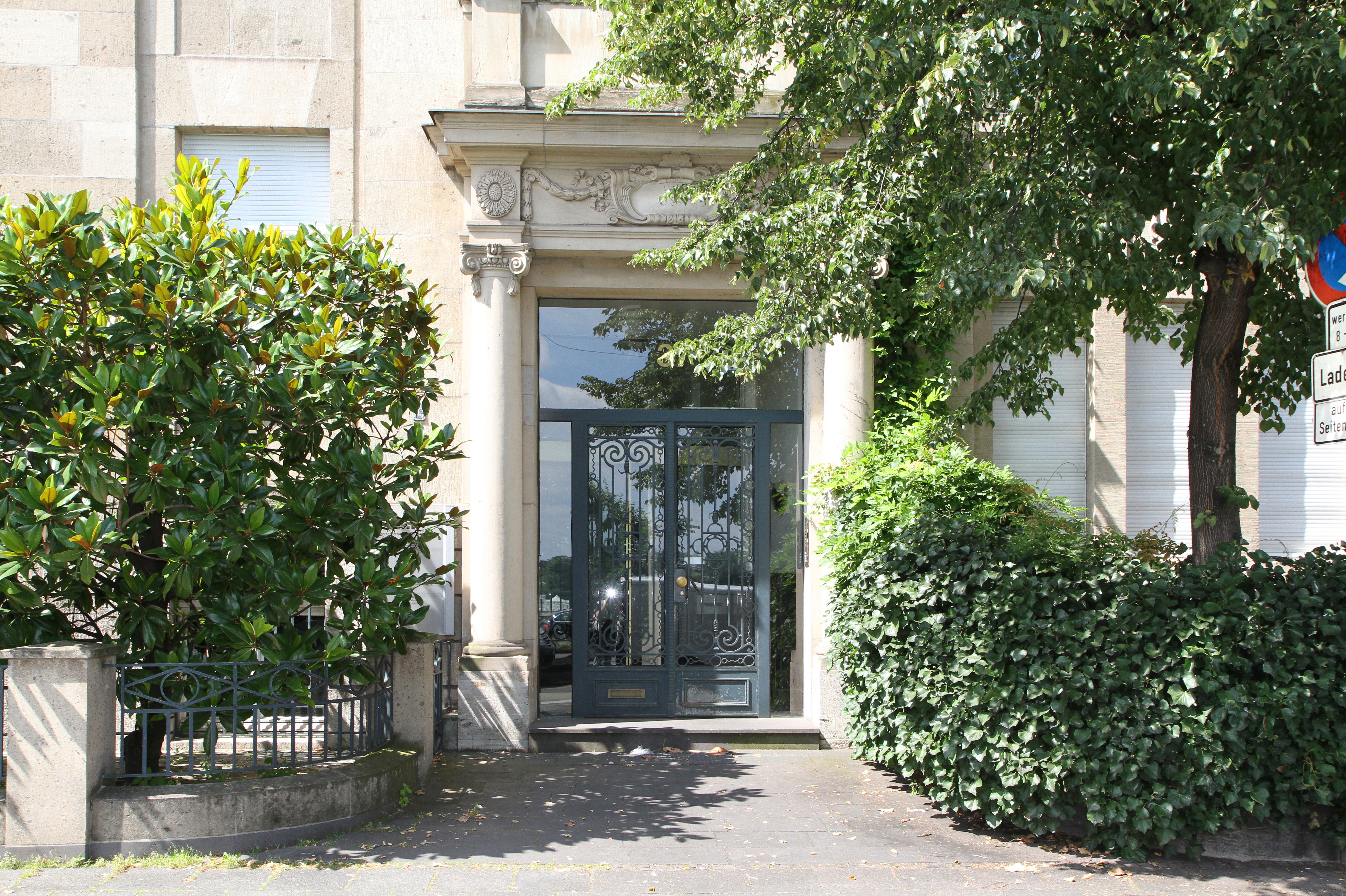
Portal von Nr. 37
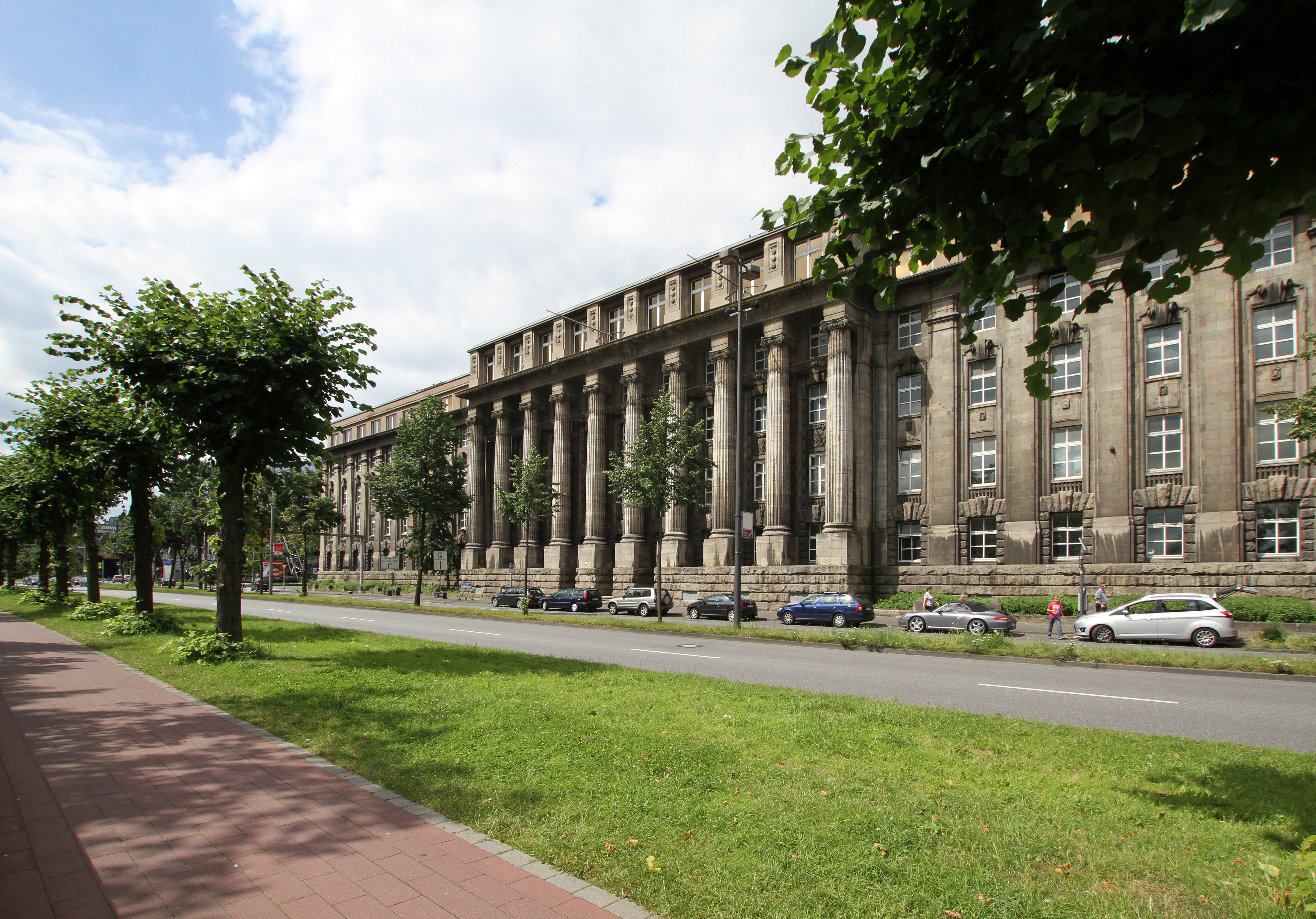
Vormaliges Gebäude der Reichs- und Bundesbahndirektion

1912/13 entstand am damaligen Kaiser-Friedrich-Ufer 3 nach einem Entwurf der Architekten Karl Biecker, Heinrich Kayser und Martin Kießling ein breiter, dreiflügeliger sowie viergeschossiger Bau der Königlichen Preußischen Eisenbahndirektion, dessen Säulenportikus in klassischer Säulenordnung gestaltet wurde. Im Krieg wurde das Gebäude stark beschädigt und das Dach danach nur noch in vereinfachter Weise neu gebaut. Nach dem Auszug der Deutschen Bahn aus dem Gebäude wartet es lange auf eine neue Verwendung. 2011 entkernte es der neue Besitzer, sodass hinter der Sandsteinfassade quasi ein achtgeschossiger Neubau entstand. Anspielend an die historische Dachgestaltung entstanden terrassenartige Staffelgeschosse. Seit 2016 ist das Gebäude unter anderem Sitz der Agentur der Europäischen Union für Flugsicherheit.
Für den Präsidenten der Königlich-preußischen Bahn wurde auf dem angrenzenden Grundstück Nummer 5 zwischen 1906 und 1913 ein ebenfalls repräsentatives Gebäude als Wohnhaus errichtet.

Eisenbahnstation und Dombrücke

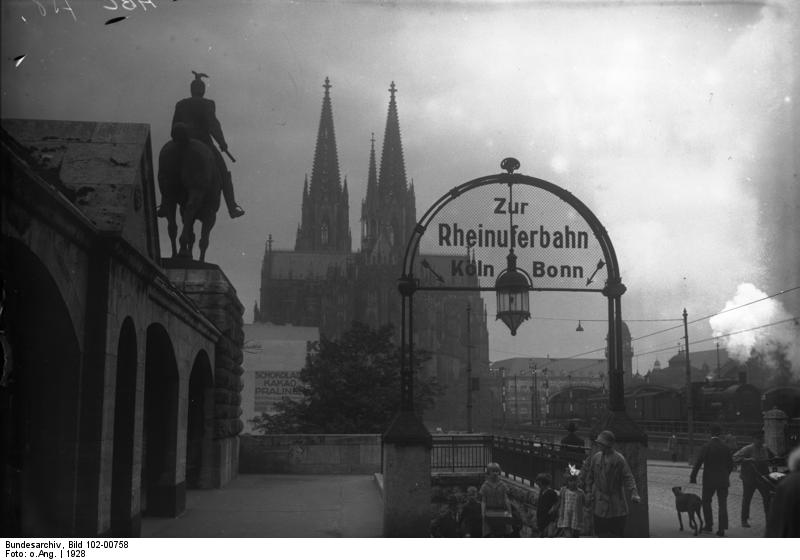
Hohenzollernbrücke 1928 (Bundesarchiv)

Auch an der Nordseite des linksrheinischen Brückenkopfes der Hohenzollernbrücke befindet sich ein Reiterstandbild Friedrichs III. An dem unterhalb des Denkmals beginnenden Teil des vormaligen Kaiser-Friedrich-Ufers befanden sich die Rangiergleise der Köln-Bonner Eisenbahn, die an der Südseite der Dombrücke 1906 ihre Endhaltestelle Trankgasse der Rheinuferbahn eingerichtet hatte. Mit dem Anwachsen des Straßenverkehrs der 1920er Jahre wurde der an der Brücke stattfindende Rangierbetrieb als störend bemängelt. Das Problem entfiel durch die am 13. Oktober 1929 zur Eröffnung der Mülheimer Hängebrücke in Betrieb genommene Streckenverlängerung der Bahn, die nun mit Haltestellen am Deutschen Ring und am Kölner Zoo bis an die Mülheimer Brücke durchgeführt wurde.

### Wandel zum heutigen Konrad-Adenauer-Ufer

#### Umbenennungen
Nach dem Tod des ersten Bundespräsidenten Theodor Heuss im Jahr 1963 beschloss man die Umbenennung des zwischen Ebertplatz und Rheinuferstraße verlaufenden Deutschen Ringes in Theodor-Heuss-Ring. Das Kaiser-Friedrich-Ufer wurde 1967 nach dem Tod des verdienten Kölners Konrad Adenauer nach diesem benannt. Auch der vormalige Niederländer Wall erhielt nach 1945 einen neuen Namen und wurde zur Elsa-Brändström-Straße.

### Bebauung und Anlagen
Die Bebauung des Konrad-Adenauer-Ufers beginnt an seinem Nordostende vor der Einmündung der Frongasse und unmittelbar neben der Südseite der im November 1966 offiziell eingeweihten Zoobrücke. Die Fundamente der Brücke stehen auf dem Grundstück, auf dem 1887 das Gartenrestaurant Kurfürstengarten eingerichtet worden war. Zwischen der Brücke und der Elsa-Brändström-Straße liegen die zwei nördlichsten Grundstücke des Konrad-Adenauer-Ufers. Unmittelbar neben der Brücke, mit der Nummer 115, wird ein Ausflugslokal betrieben, das in der Nachfolge des 1830 eröffneten Gasthofs „Wattler's Fischerhaus“ steht.
Das anschließende Gelände des heutigen Skulpturenparks hat hier einen Nebenzugang und an der dann einmündenden Elsa-Brändström-Straße einen Eingang zum Verwaltungssitz der Stiftung des Kölner Skulpturenparks. Diese Bauwerke mit Nebengebäuden sollen die Reste eines Hochbunkers sein, die nach dem Krieg als erste Jugendherberge dienten.

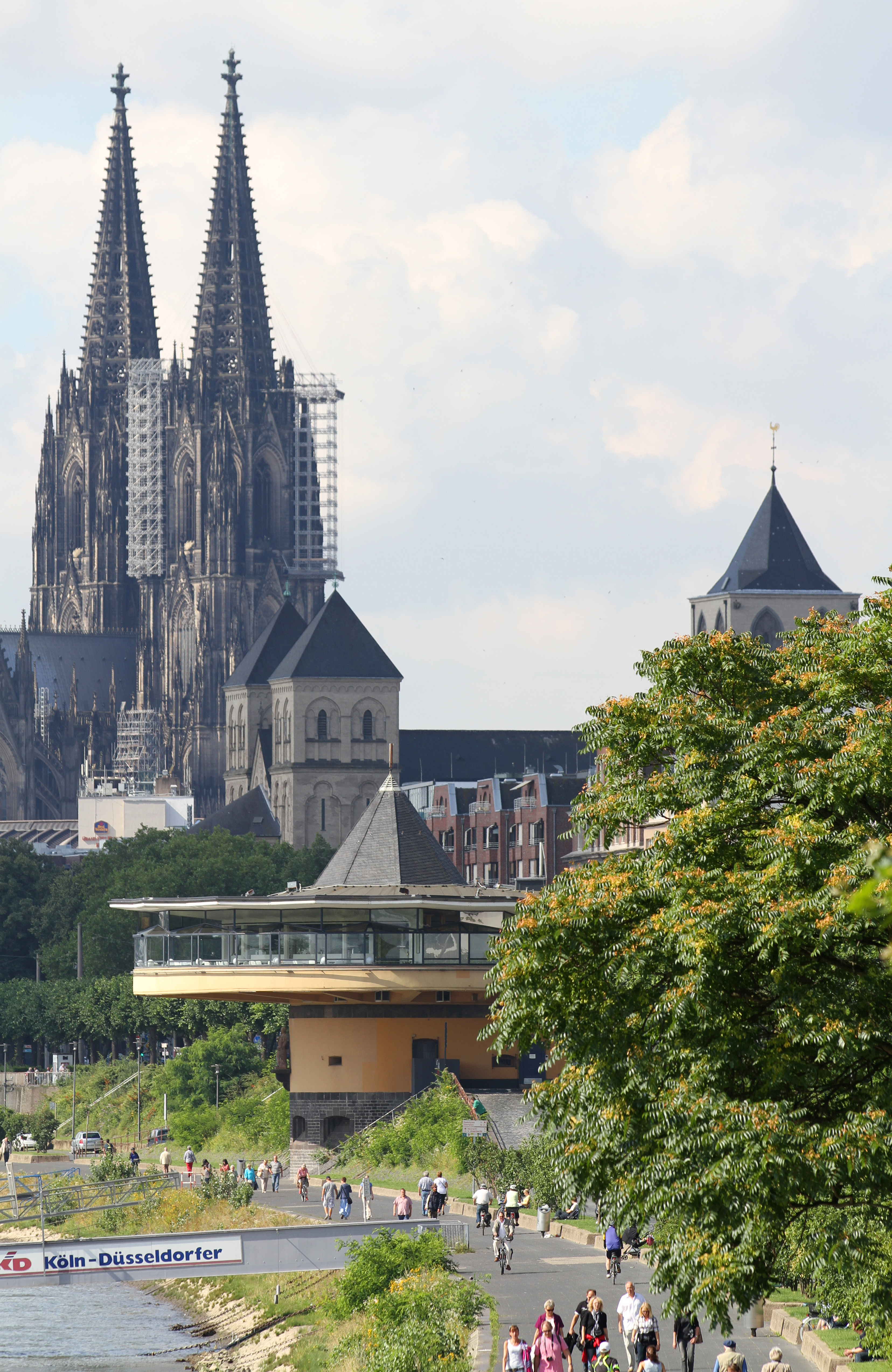
Uferpromenade an der Bastei
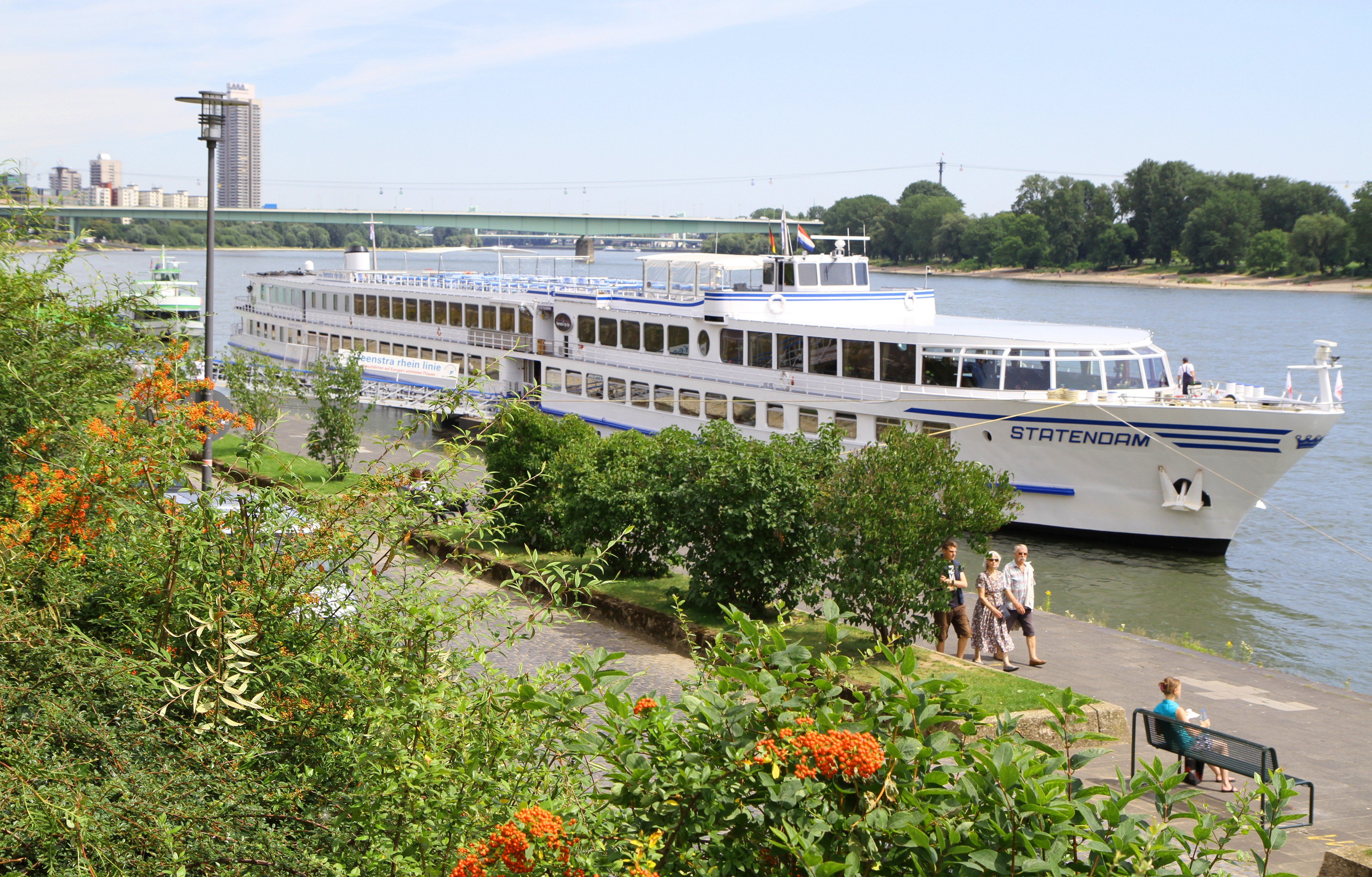
Der untere Uferweg an den Schiffslandebrücken
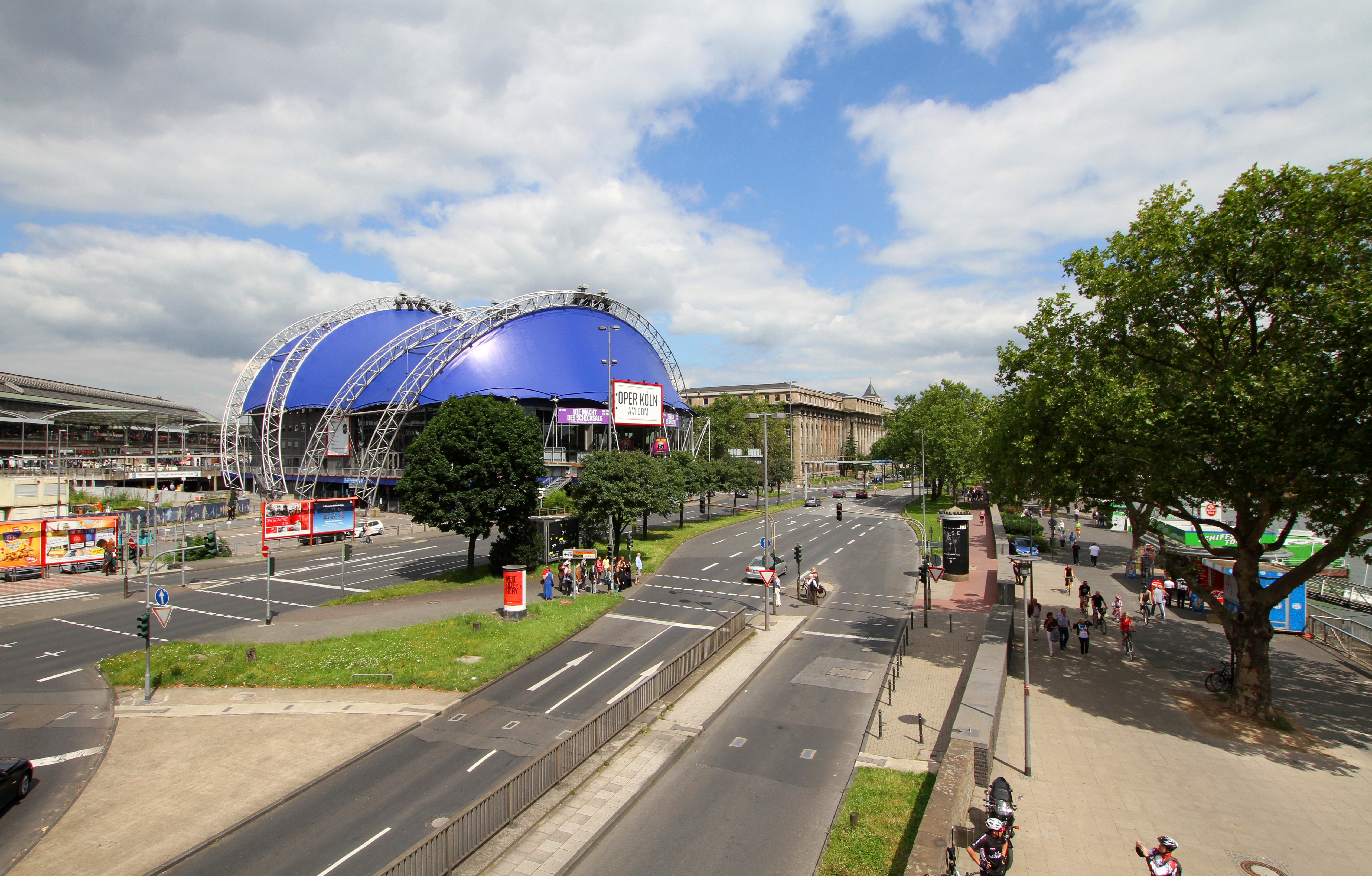
Anfang des Konrad-Adenauer-Ufers

### Nachkriegszeit
Die erlittenen Schäden der Kunibertskirche im Zweiten Weltkrieg waren derart schwer, dass die Kirche erst zum Ende der 1970er Jahre wiederhergestellt werden konnte. Bei diesen Aufbauarbeiten wirkte im Wesentlichen der Architekt Karl Band, der schon in den 1930er Jahren Restaurierungen an der Kirche ausgeführt hatte. Diese verlor bei diesem Wiederaufbau ihre charakteristischen spitzen Helme der Osttürme, die nun Pyramidendächer erhielten.
Zu den Zerstörungen des Krieges, von denen auch Straße und Promenade nicht verschont blieben, kam es 1948 erneut zu einer Hochwasserkatastrophe, die auch im Altstadtbereich große Schäden verursachte. Die daraufhin einsetzenden Diskussionen führten zu Beginn der 1950er Jahre zu den Überlegungen, einen Ausbau der vorhandenen Hochwasserschutzanlagen vorzunehmen. Dazu debattierte man über einen durch Theodor Nussbaum eingereichten Vorschlag, der die Neugestaltung der gesamten Uferstraße vorsah, und der nun erneut in Angriff genommen wurde. Nun plante man sportliche Aktivitäten mit ein, indem die Promenaden ausgebaut und verlängert wurden, sodass lange Wanderstrecken entstanden, die durch Radwege ergänzt wurden.
Nach Kriegsende war der Schiffsbestand der Köln-Düsseldorfer Gesellschaft zerstört. Doch bereits im Frühjahr 1946 kam es in ganz kleinem Rahmen zu einem von den Engländern genehmigten Neuanfang des Personenverkehrs auf dem Rhein.
Im Dezember 1958 wurde nach Beseitigung erheblicher Kriegsschäden die Bastei in leicht veränderter Form wiedereröffnet. Derzeit ist das Restaurant jedoch für den regulären Betrieb geschlossen, kann aber für Veranstaltungen angemietet werden.

## Denkmalschutz
Auf der Gesamtstrecke des Konrad-Adenauer-Ufers wurden eine Anzahl erhaltener Gebäude oder Anlagen in den 1980er Jahren unter Denkmalschutz gesellt.